# Geschiedenis van de olietanker

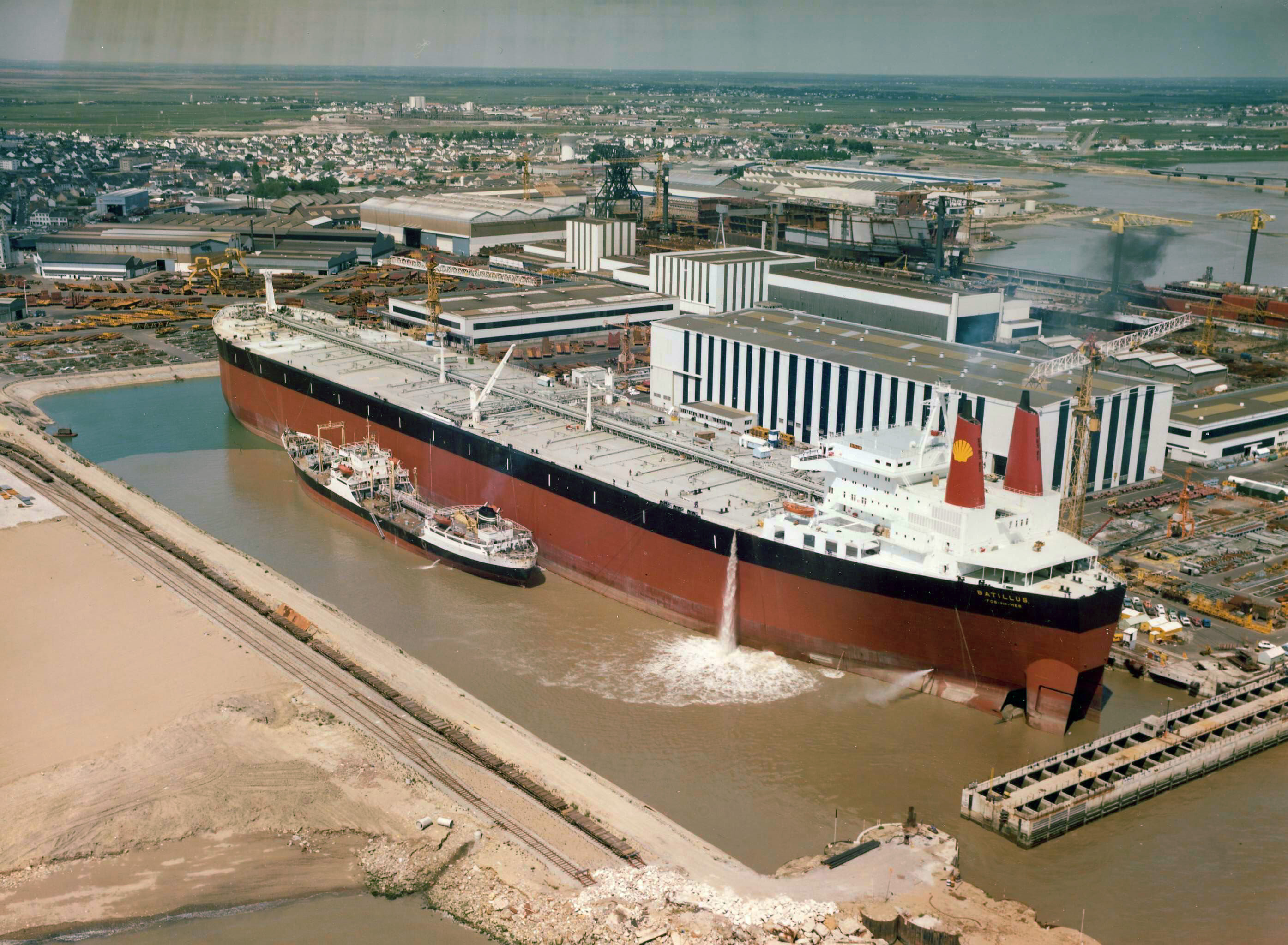
De Shell-tanker Batillus van de ULCC-klasse tijdens het bunkeren kort na zijn voltooiing op de werf Chantiers de l'Atlantique in Saint-Nazaire in 1976.

De geschiedenis van de olietanker begint aan het einde van de 19e eeuw, maar het transport van olie per schip gaat terug tot de oudheid.
In de oudheid werd al olie vervoerd over het water, zowel over binnenwateren, zeeën als oceanen. Het betrof plantaardige olie, dierlijke olie of aardolie. Aanvankelijk gebeurde het vervoer in amfora's, later in vaten. Hoewel de Chinezen al in de 8e eeuw olie in bulk vervoerden, ontstonden de echte olietankers pas aan het einde van de 19e eeuw. Vooral na 1967 trad een schaalvergroting op die leidde tot enorme schepen, zoals de Batillus en de Seawise Giant, die beide aanspraak maken het grootste schip ter wereld ooit te zijn geweest.
Naarmate het vervoer van olie toenam, deden zich ook meer en grotere milieurampen voor met tankers. Die hebben geleid tot steeds strengere regels. De regels dragen een lettercode met erachter twee cijfers die het jaartal aanduiden. De strengere regels hebben aangespoord tot nieuwe technische oplossingen.
De meeste olietankers zijn anno 2008 eigendom van Griekse maatschappijen, op afstand gevolgd door Japan en de Verenigde Staten, maar ze varen vooral onder Panamese of Liberiaanse vlag.

## Van de oudheid tot de 19e eeuw
Voor de 19e eeuw was er vervoer van plantaardige olie zoals olijfolie, dierlijke olie zoals walvisolie en ook aardolie die in Bakoe uit gegraven bronnen opborrelde. Dit gebeurde eerst in amfora's, dan in tonnen, in bulk en in containers.

### Vervoer in amfora's

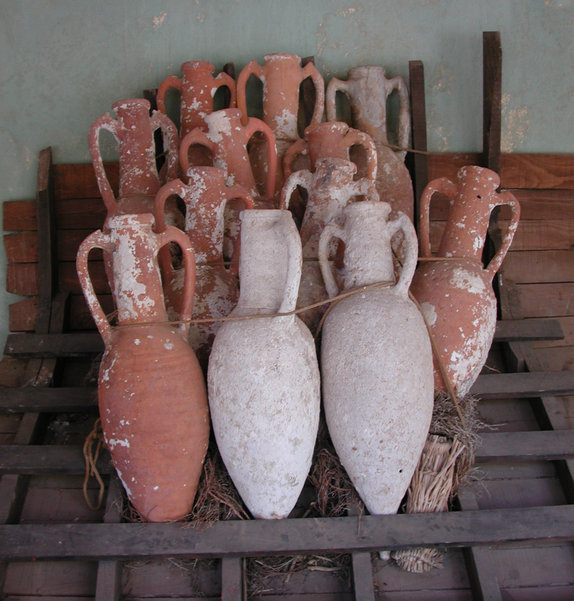
In de oudheid dienden amfora's voor vervoer van olie.

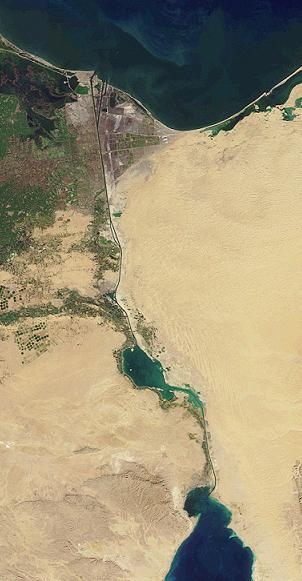
Het Suezkanaal bestond al ten tijde van Darius I, maar verzandde daarna. Het huidige kanaal werd in 1867 geopend. Er kunnen schepen tot 200.000 ton doorheen.

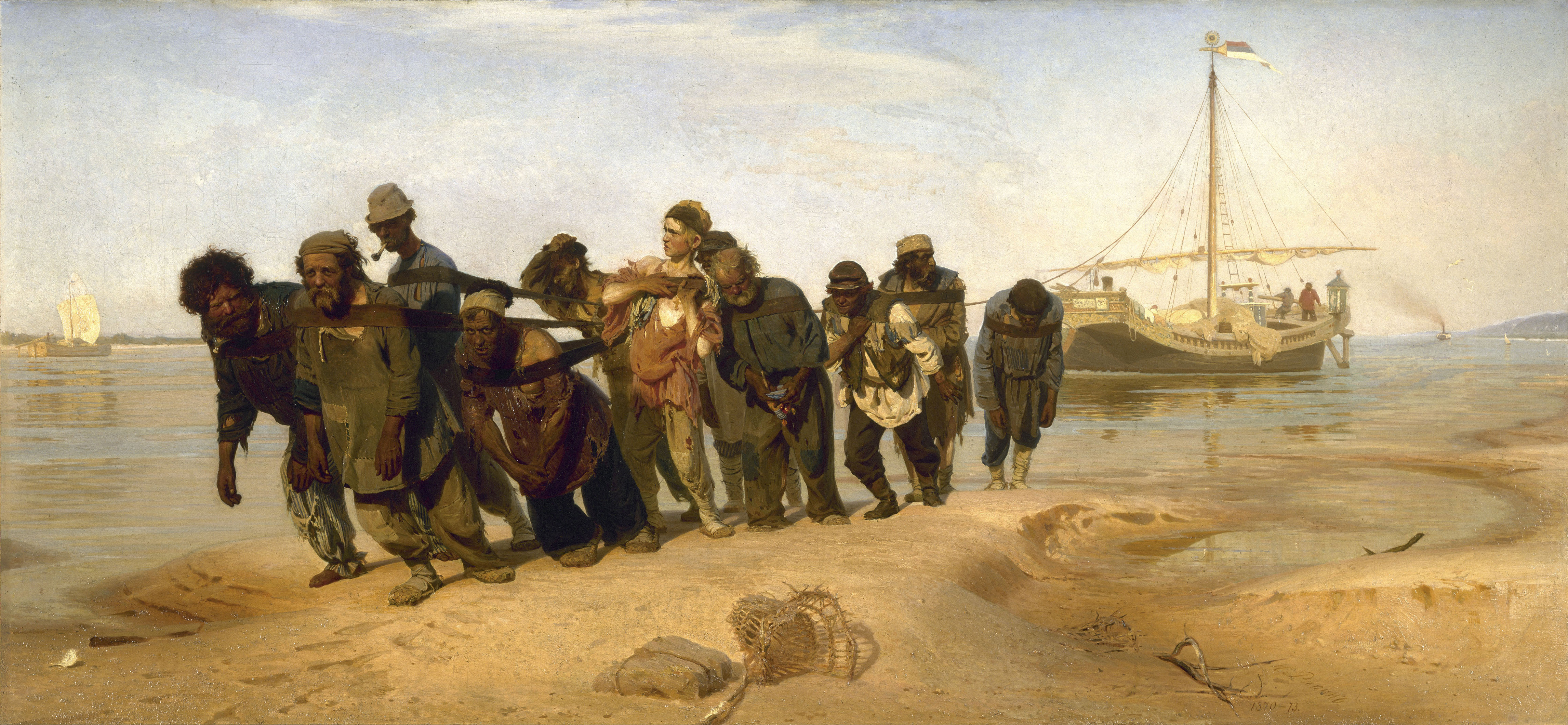
Boottrekkers langs de Wolga

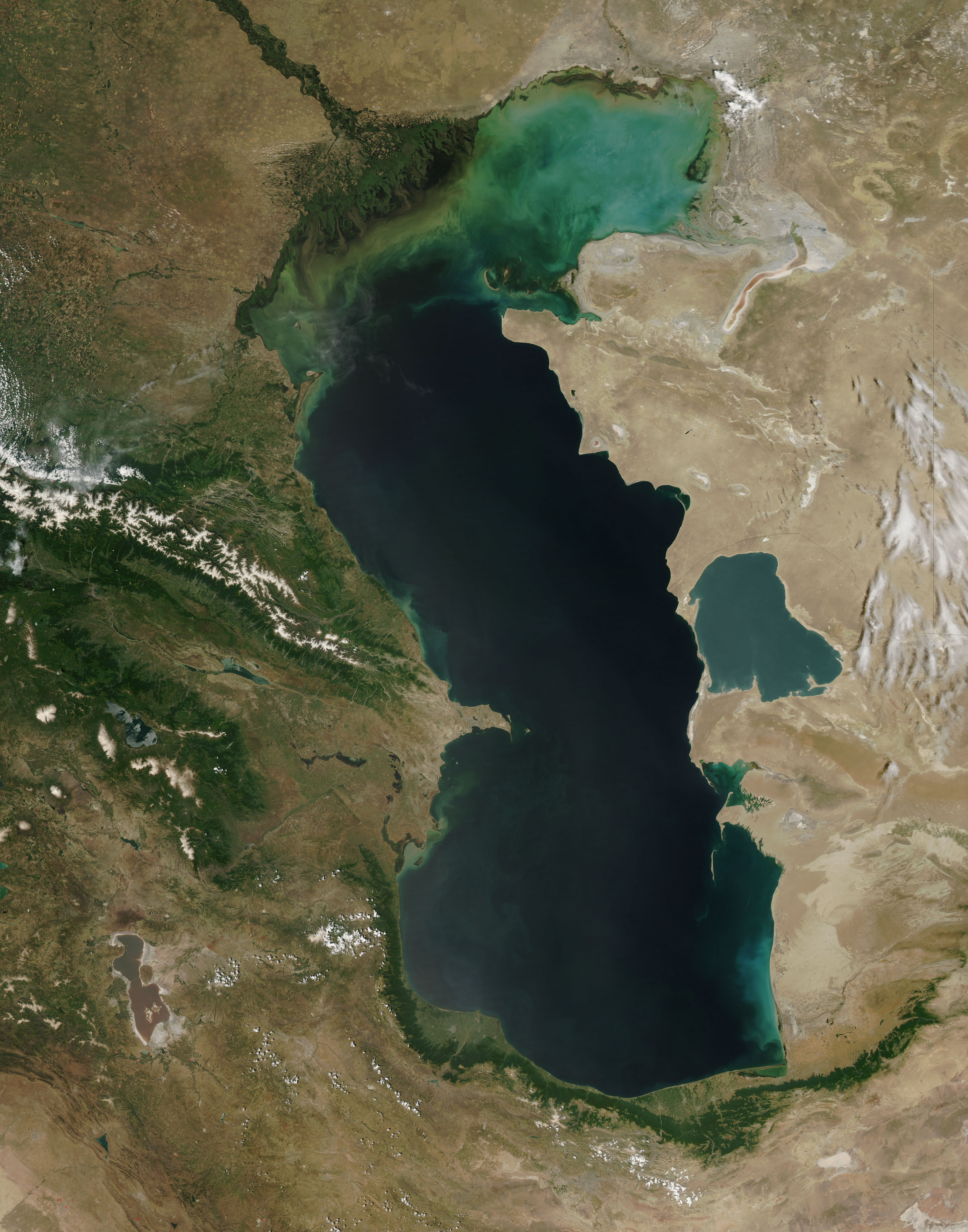
De Kaspische Zee, waarover de gebroeders Nobel olie verscheepten vanaf Bakoe

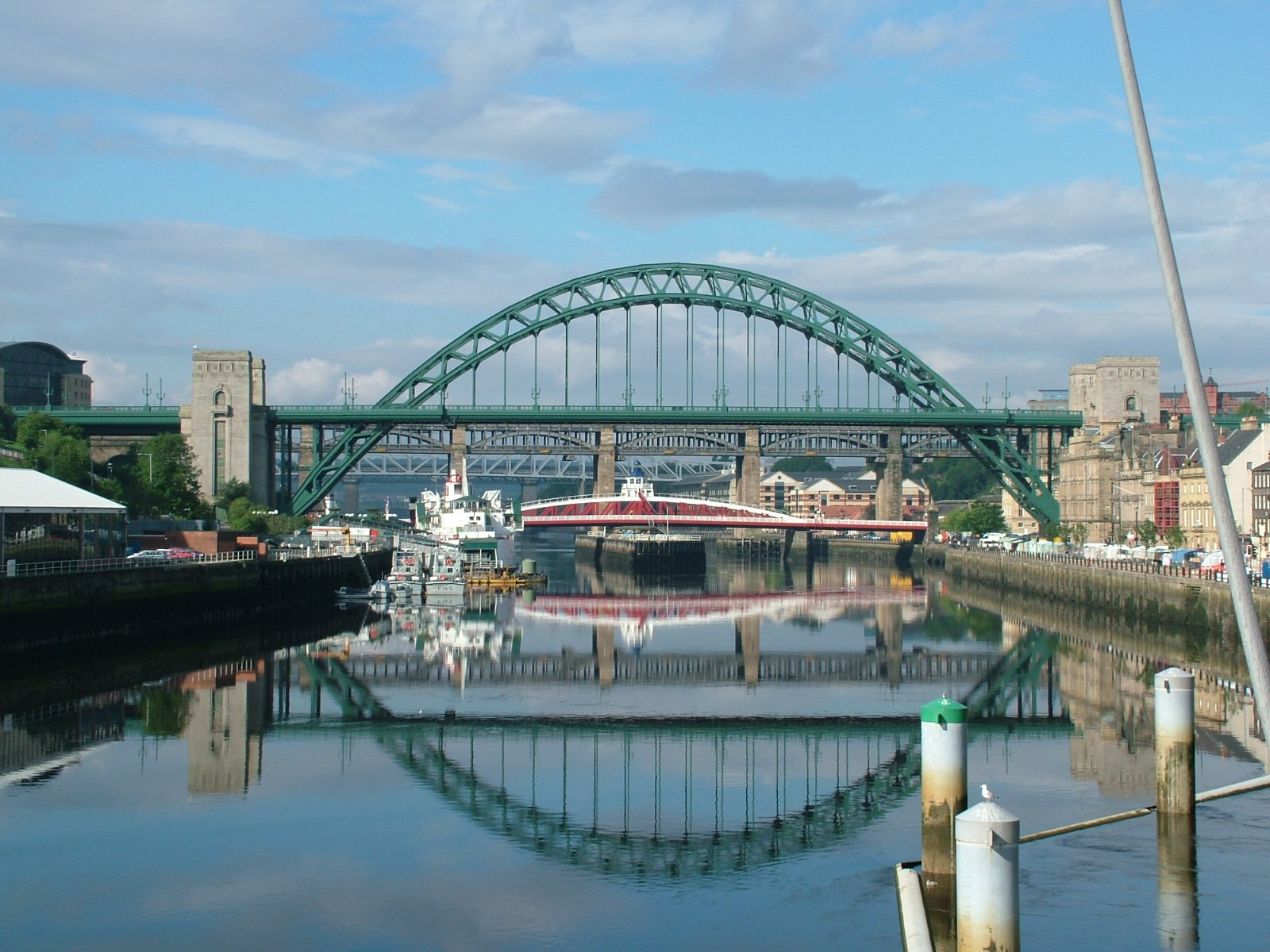
Newcastle upon Tyne, hier werden de eerste echte tankers gebouwd

De eerste vloeibare lading lijkt rond de 2e à 3e eeuw voor Christus per schip te zijn vervoerd. Die bestond vooral uit olijfolie en wijn en werd over de Middellandse Zee rond het huidige Griekenland vervoerd in amfora's met zeilschepen of galeien. Amfora's werden om rechtop te staan vastgezet in houten rekken aan boord. Een amfora heeft een standaardinhoud van ongeveer 23 liter.

### Chinees bulkvervoer
Met een omgebouwde 50 tons Newchwang-jonk werd in de 18e eeuw voor het eerst olie in bulk vervoerd. Oorspronkelijk was dit type schip ontwikkeld voor het vervoer van water. De Newchwang-jonk was revolutionair, aangezien hij was uitgerust met een "expansion trunk". Expansion trunks zijn een Chinese uitvinding. Ze werken volgens het principe dat de ruimte boven de tank uitzet onder druk. Een vloeistof kan niet uitzetten of krimpen door druk, maar wel door temperatuurstijging of -daling. Zonder lege ruimte boven de vloeistofspiegel zal een vat dus barsten als gevolg van de toegenomen druk bij een temperatuurstijging.
Een probleem dat zich bij bulkvervoer voordeed was het klotsen van de olie. De vrije beweging van het vloeistofoppervlak oefent een kracht uit op de wanden van de tank als het schip stampt of slingert. Deze kracht kan de structurele sterkte van een schip ernstig op de proef stellen. Naarmate de breedte van de tank toeneemt en het vrije vloeistofoppervlak groter is, speelt dit sterker. Men vond er lange tijd geen goede oplossing voor. Daarnaast neemt door het naar de lage zijde stromen van de vloeistof de scheepsstabiliteit af.

### Vervoer in vaten
In de 12e eeuw en de 13e eeuw werden plantaardige oliën en wijn vervoerd tussen Engeland en Bourgondië in houten vaten welke "tun" werden genoemd. Vanaf dan werd een schip bemeten in overeenkomst met het aantal "tuns" dat het kon vervoeren. Aan de hand van dit meetsysteem werden de havengelden bepaald. Het aantal vervoerde vaten werd uitgedrukt in ton. Zo ontstonden de tonnenmaten. Dit moest een maat zijn om het volume te bepalen van een laadruimte.
- 1 tun = 100 ft³ kubieke voet
- 100 tuns = 1 registerton (RT) of morson, dus 2,83 m³
- BRT Bruto registerton
- NRT Netto registerton

In de 21e eeuw wordt de tonnenmaat nog steeds gebruikt, alleen heeft het begrip een evolutie ondergaan. Dit leidde in 1969 tot de UMS 69 (Universal Measurement System) dat in 1982 in werking trad.
De bruto tonnenmaat volgt uit een formule die het scheepsvolume onder het hoofddek en de gesloten ruimten boven het hoofddek weergeeft. Het verkregen volume wordt vermenigvuldigd met een constante, wat leidt tot een dimensieloos getal. De eenheid T of m³ kon vanaf nu achterwege blijven.
De netto tonnenmaat is ook een dimensieloos getal dat het volume van een laadruim beschrijft. Die netto tonnenmaat volgt uit de bruto tonnenmaat door er volumes af te trekken die ingenomen worden door de bemanning, uitrusting voor navigatie, voortstuwing, werkruimten enz. De netto tonnenmaat mag nooit meer bedragen dan 30 procent van de bruto tonnenmaat.
De maritieme economiesector aan de wal gebruikt de bruto en netto tonnenmaten om de havengelden te bepalen. Dit leidde tot de ontwikkeling van de meetbrief.
De standaardisering van de meetbrieven moet ervoor zorgen dat een schip geen map meetbrieven moet opstellen voor de verschillende havens die het aandoet. Toch heeft men geen eenduidige meetbrief. Egypte en Panama konden hun eigen meetsysteem behouden, omdat ze belangrijke doorvaartroutes bezitten, namelijk het Suezkanaal en het Panamakanaal. Vandaag hebben de kleinere schepen dus drie meetbrieven aan boord. De meetbrief voor Panama bevestigt dat het schip panamax is, de meetbrief voor Egypte bevestigt dat het schip suezmax is.

### Vervoer van aardolie uit Bakoe over de Wolga
In de 18e eeuw was de Wolga een belangrijke olieroute tussen Bakoe en het Russische binnenland. De houten schepen waren in die tijd niet volledig waterdicht en de vervoerde olie lekte soms in het water. Tsaar Peter de Grote liet nieuwe reglementen en technieken ontwikkelen om de Wolga beter te beschermen tegen de vervuiling die het olievervoer met zich meebracht.
Om lekkage te vermijden werd de diepgang van het schip vergroot, zodanig dat de druk van het water buiten groter was dan de druk van de lading binnenin het schip. Door de hydrostatische druk stroomt water dan bij een lek naar binnen en olie kan niet meer uit het schip lekken. Dit heet "Hydrostatic Balanced Loading" en is nog altijd belangrijk bij de belading van grote olietankers.

### Technische ontwikkelingen van de 19e eeuw
Aan het einde van de 19e eeuw verdwenen geleidelijk aan de zeilschepen door de ontwikkeling van de motoren. De eerste schepen met een aandrijving waren raderstoomboten. De scheepsschroef heeft later de peddelwielen vervangen, omdat ze snellere beweging toelieten en minder groot waren. Het stoomschip SS Great Britain was tweemaal zo groot als de toen bestaande schepen en was het eerste schip met schroefvoortstuwing dat de oceaan overstak.
De Warrior was het eerste oorlogsschip met ijzeren platen tegen de romp om zich beter te beschermen. Zo begon de ontwikkeling van ijzeren en later stalen schepen, die de houten schepen vervingen.

### Geboorde aardolie
De Rus Alekseev was de eerste die aardolie wist te winnen door middel van een boring. Dat was in 1846 te Bibi-Heybat in Azerbeidzjan. Daarvoor werden er altijd putten gegraven waarin zich de olie verzamelde. In 1859 werd door Edwin Drake voor het eerst naar olie geboord in de Verenigde Staten. De uitvinding van aardolieraffinage in 1854 had het mogelijk gemaakt olie te scheiden in verschillende bestanddelen. Een van die bestandsdelen had een roetloze verbranding. Dit werd als lampolie gebruikt en onder de naam Pennsylvania kerosine, het was een vervanging voor het tot dan toe gangbare walvistraan. Benzine was een bijproduct van de raffinage en werd tot de opkomst van de verbrandingsmotor verbrand of gedumpt. Met de groei van de wereldbevolking en het zich verder ontwikkelen van de industriële revolutie ontstond meer steeds behoefte aan smeermiddelen en brandstof voor verlichting. Walvistraan werd door overbevissing schaarser, waardoor de prijzen stegen en aardolie een goede vervanger werd. Winning en verscheping van aardolie nam daardoor snel in omvang toe.
De eerste grote verscheping van olie gebeurde in 1861 van Pennsylvania naar Londen aan boord van het zeilschip Elisabeth Watts dat een laadvermogen had van 224 tonnen van 2,84 m³. Een probleem was het stuwen van de lading. De olie werd vervoerd in houten vaten met een inhoud van 159 liter, 'barrel' genoemd. Ze hadden het nadeel dat lekkage nooit helemaal te vermijden was. Het probleem van lekkende vaten werd opgelost door de olie te vervoeren in ijzeren tanks. Die metalen tanks, de eerste containers, hadden een rechthoekige vorm, aangepast aan de laadruimen. Het eerste schip dat op die wijze olie vervoerde, was het zeilschip Charles dat tussen 1869 en 1872 tussen de VS en Europa voer. Dit schip kon 59 containers van 13 ton laden.

## Bulktankers voor aardolie
Met de opkomst van de verbrandingsmotor nam de behoefte aan aardolie sterk toe en dus ook het vervoer in bulk in tankers.

### Eerste olietankers
De eerste schepen die een tank hadden die integraal deel uitmaakten van de romp waren de Atlantic en Vaderland. De Atlantic was een zeilschip en de Vaderland was met stoom aangedreven. Beide schepen werden gebouwd in Engeland en getest op de rivier Tyne. De Vaderland was gebouwd door Palmers Shipbuilding and Iron Company voor het Belgische Red Star Line en zo ontworpen dat het olie en passagiers tegelijkertijd kon vervoeren. De Vaderland had twee zusterschepen, de Nederland en de Zwitserland. De autoriteiten vonden het concept van olievervoer met een stoomschip echter te gevaarlijk vanwege het brandgevaar, zodat de schepen slechts gewone lading en passagiers mochten vervoeren. Men bleef dan ook nog geruime tijd met zeiltankers varen.
De eerste olietanker werd gebouwd door Ludvig Nobel. Met zijn broers Alfred en Robert was hij in 1878 oprichter van Branobel, dat spoedig een van de grootste oliemaatschappijen ter wereld zou zijn. Om de transportkosten vanaf Bakoe aan de Kaspische Zee te drukken introduceerde Ludvig Nobel in hetzelfde jaar de Zoroaster, gebouwd in Zweden op de Motall-scheepsbouwwerf. Het schip woog 250 ton en had 21 gescheiden, cilindrische tanks. De motoren bevonden zich midscheeps. In een latere fase werden de cilindrische tanks weggenomen en kwam de olie in rechtstreeks contact met de scheepsromp. De Zoroaster was succesvol. Vier jaar later al had Nobel een vloot van twaalf tankers actief op de Kaspische Zee. De riviertanker Vandal van Branobel was in 1903 het eerste tankschip met dieselmotor.
De belangrijkste stadia in de evolutie van de moderne tanker kan men in enkele punten samenvatten. De verdeling van de laadruimte in compartimenten door gebruik te maken van langsscheepse en dwarsscheepse "bulkheads" verbeterde de stabiliteit en verkleinde het vrije vloeistofoppervlak. Toen volgde de invoering van de kofferdam van helemaal beneden tot boven tegen het machinekamerschot. Het belangrijkste stadium is, dat de laadtanks integraal deel zijn gaan uitmaken van de constructie van het schip. De uitvinding van de dubbele bodem werd in die tijd snel afgevoerd. Dubbele bodems werden te gevaarlijk bevonden, omdat daar de kans op ontploffingen te groot zou zijn. De ecologie was in die tijd geen thema van belang. Een volgend stadium was, dat de pompkamer de volledige breedte van het schip innam. Die pompkamers liepen vanaf de kiel door tot aan het hoofddek. Verwarmingsspiralen in de laadtanks waren nodig vanwege de hoge viscositeit van olie, dus de inwendige weerstand van olie tegen het vloeien, ook wel dikvloeibaarheid of stroperigheid genoemd. Om olie te kunnen verpompen moet men ze opwarmen.

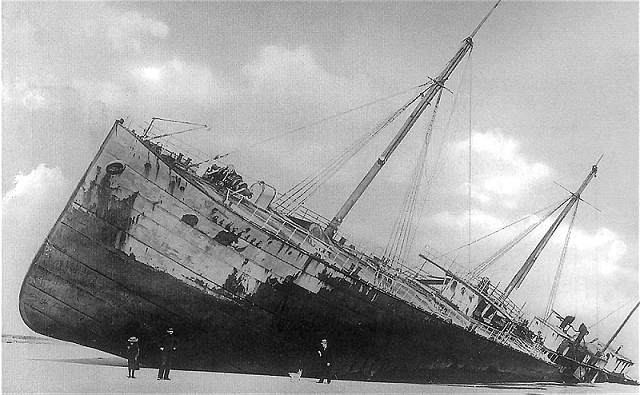
De Glückauf in zware mist op het strand gelopen bij Blue Point Beach op Fire Island.

De Glückauf wordt als de eerste echte zeegaande tanker beschouwd, puur gebouwd voor de tankvaart. Bureau Veritas schreef de Glückauf in als eerste "petroleum steamship". Mitchell & Co bouwden de Glückauf in 1886 te Newcastle upon Tyne. Wie de Glückauf bedacht heeft, blijft onzeker. Sommigen beweren dat het Wilhelm Anton Riedemann was, de Duitse eigenaar, oliehandelaar en importeur en enkele jaren later medeoprichter van de Deutsch-Amerikanische Petroleum Gesellschaft, de Duitse vertegenwoordiging van Standard Oil. Anderen zeggen dat het Henry F. Swan was, een Britse kolonel, die de plannen tekende. De Glückauf had drie masten, bedoeld als hulpvoortstuwing naast een triple-expansie-machine. De Glückauf had een zusterschip, de Vorwärts, die in 1890 uitbrandde.

### Doorbreking Standard Oil monopolie
Marcus Samuel, die met zijn broer Samuel Samuel de Shell Transport and Trading Company Ltd leidde, zag rond 1880 de moeilijkheden die de De Rothschild Frères ondervonden om hun olie vanuit Bakoe naar de Zwarte Zee te vervoeren en zag daar ook de tankers van Nobel. Azerbeidzjan was op dat moment de grootste olieproducent in de wereld, maar was beperkt tot de Russische markt. Standard Oil van John D. Rockefeller domineerde de wereldmarkt. De Rothschilds hadden al een spoorlijn naar de Zwarte Zee laten aanleggen. Om toegang te krijgen tot de Aziatische markt wilden ze het Suezkanaal gebruiken om de lange reis om Kaap de Goede Hoop te vermijden. Er werden echter hoge veiligheidseisen gesteld aan deze passage. Samuel liet voor Bnito, de Russische oliemaatschappij van De Rothschilds, door James Fortescue Flannery tankers ontwerpen die wel aan de strenge eisen voldeden. Dit moest gebeuren zonder dat Standard Oil er lucht van kreeg. De eerste hiervan was de Murex en die kreeg in 1892 als eerste bulktanker groen licht om het kanaal te passeren. Het schip had genoeg ballast aan boord om na een stranding terug vrij te kunnen komen zonder olie te lozen.
In 1893 richtten de gebroeders Samuel met Fred Lane - de Londense agent van De Rothschilds - en Aziatische handelshuizen de Tank Syndicate op, dat in 1897 werd omgedoopt in Shell Transport and Trading Company. De Russische olie van Shell moest een afstand van 11.500 zeemijl tussen Batoemi en Singapore afleggen, tegenover 15.000 voor Standard Oil vanaf Philadelphia. Langzaam wist de Tank Syndicate een marktaandeel te verkrijgen. Al snel begon Standard Oil de schepen van Shell te kopiëren en stapte het af van het vervoer in vaten.
Ondertussen was in 1890 door Aeilko Zijlker de Koninklijke Nederlandse Petroleum Maatschappij in Nederlands-Indië (KNMEP) opgericht. In 1891 bracht de in Rotterdam gevestigde American Petroleum Company, de latere Esso Tankvaart Maatschappij, namelijk de Hainaut, de Chester, de Charlois, de Ocean en de La Hesbaye onder Nederlandse vlag.
Op Sumatra werd in 1892 in Pangkalan Brandan olie gevonden, enkele maanden voordat de kerosine van Samuel in Singapore arriveerde. Aanvankelijk werden gecharterde schepen gebruikt, maar in 1896 kwamen de eerste tankers van de KNMEP in de vaart, de Besitang en de Berandan. De dreiging van de Tank Syndicate werd verminderd doordat de Nederlandse regering de Tank Syndicate verbood om te handelen in Nederlands-Indië. Om een vijandige overname te voorkomen door bijvoorbeeld Standard Oil werden preferente aandelen uitgegeven.

### Opkomst van de verbrandingsmotor

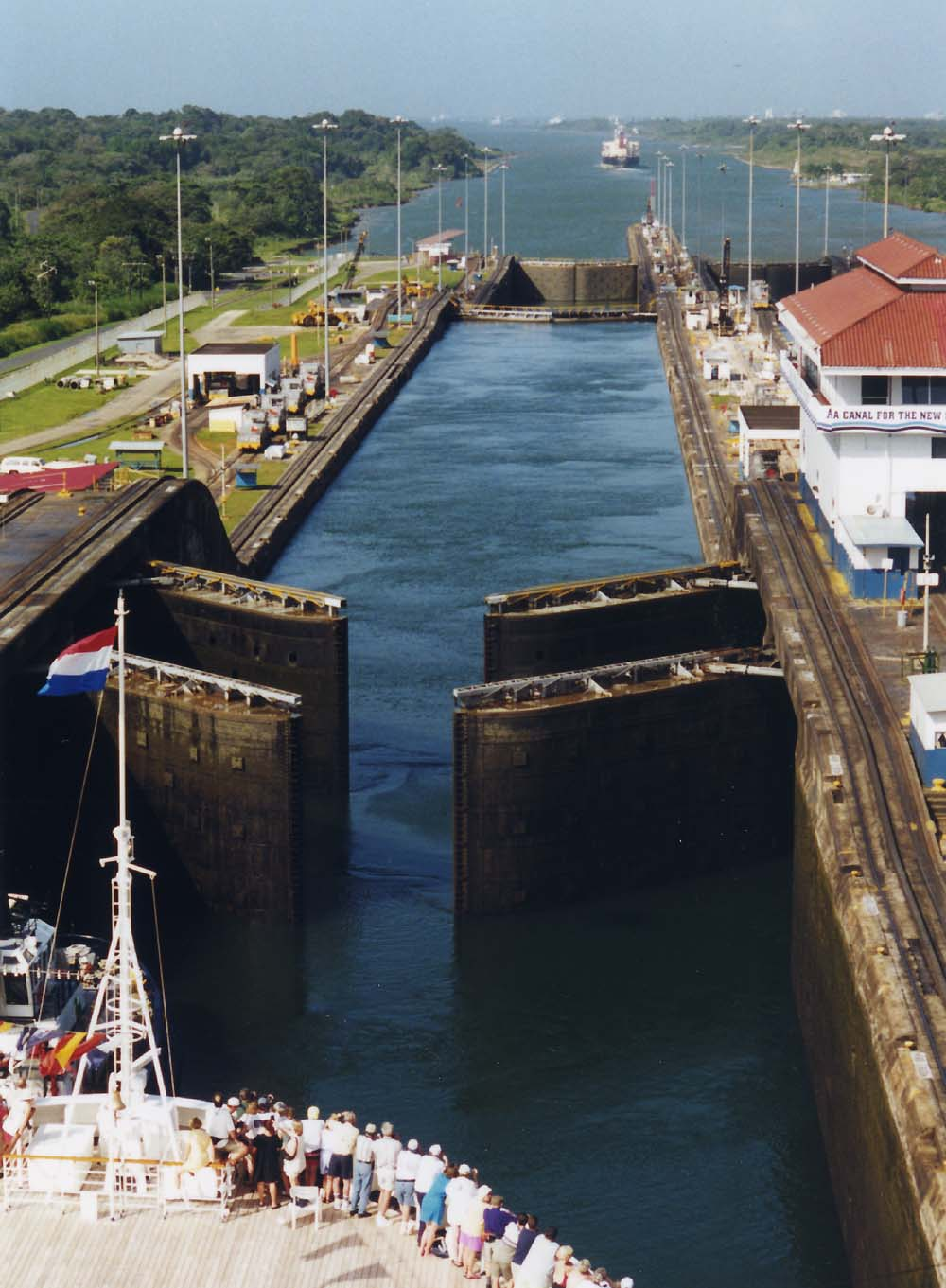
Sluis op het Panamakanaal voor schepen tot 80.000 ton. Panama gebruikt een eigen meetbrief.

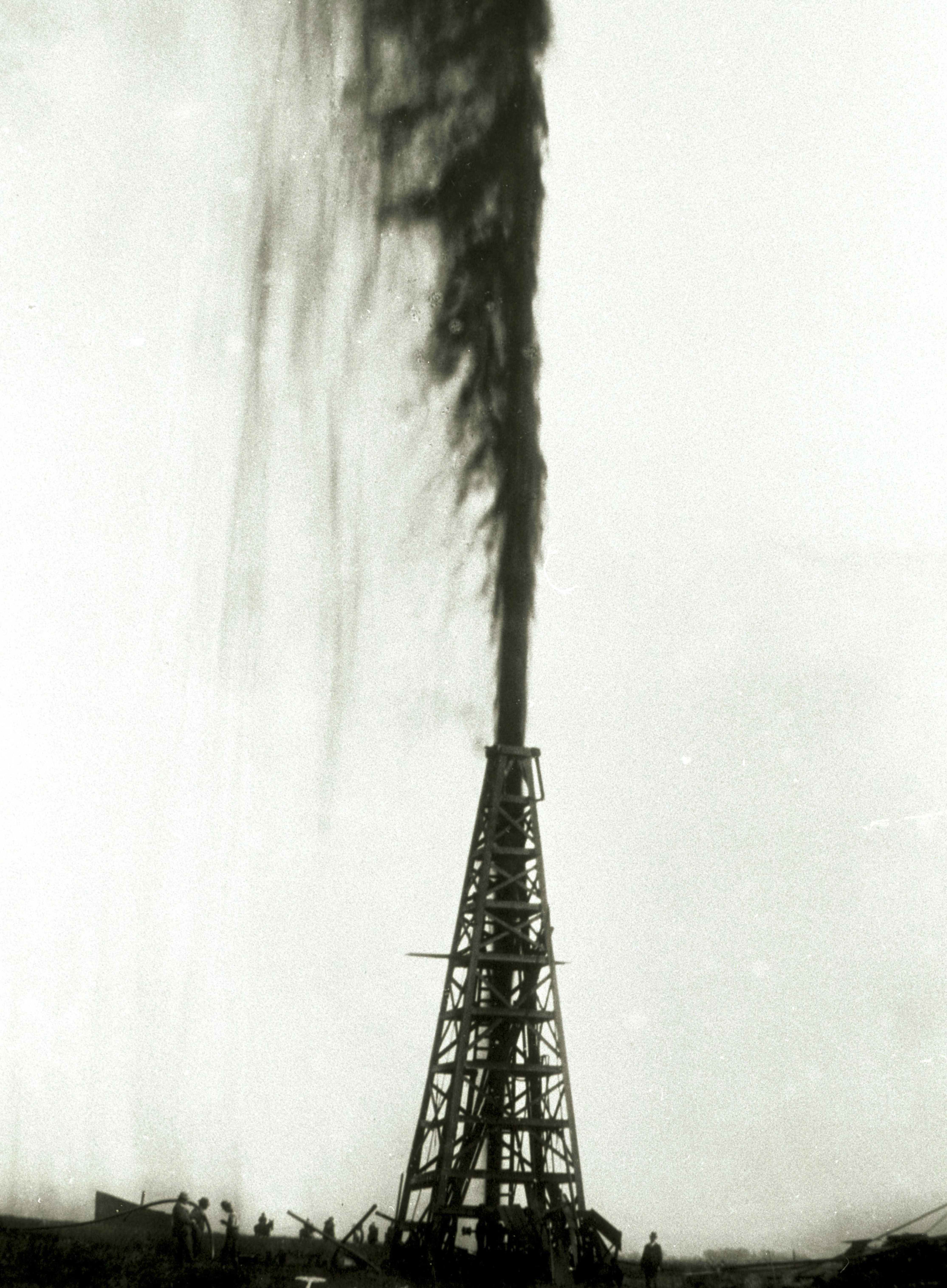
De door Lucas aangeboorde bron bij Spindletop spoot olie in 1901.

In 1886 had Carl Benz de eerste automobiel met interne verbrandingsmotor gebaseerd op benzine gebouwd. Hierdoor kon men dit eerdere bijproduct van de raffinage van kerosine ook gebruiken.
Standard Oil was begonnen om tankers te bouwen naar het voorbeeld van Shell. Daarnaast beschikten Koninklijke Olie en het door Weetman Pearson opgerichte El Águila met de in 1900 ontdekte Mexicaanse olievelden over een eigen tankervloot.
Henri Deterding, in 1900 directeur van de Koninklijke Nederlandsche Petroleum Maatschappij (KNPM) geworden, probeerde de dominante positie van Standard Oil te ondermijnen door afspraken te maken met andere concurrenten. In 1902 startte Shell Pernis als Benzine-Installatie Rotterdam aan de Sluisjesdijk aan de Waalhaven in Rotterdam. Deterding richtte in 1903 met Bnito van de Rothschilds en Shell de Asiatic Petroleum Company (APC) op. In 1907 gingen Koninklijke Olie en Shell Co. een zeer nauwe samenwerking aan, zonder te fuseren. Koninklijke Olie kreeg een belang van 60 procent in de Koninklijke/Shell Groep, het Britse Shell 40 procent. De groep beheerde drie maatschappijen; de Bataafsche Petroleum Maatschappij voor exploratie, productie en raffinage, APC voor marketing en de Anglo Saxon Petroleum Company voor opslag en transport, waarbij De Rothschilds nog slechts een belang hielden van 33 procent in Asiatic. De Nederlandsch-Indische Tank-Stoomboot Maatschappij verzorgde het vervoer in Nederlands-Indië, dat voorbehouden was voor schepen onder Nederlandse vlag. In 1912 werd La Corona opgericht en in 1917 de Curaçaosche Scheepvaart Maatschappij die beide onder Nederlandse vlag voeren. Aan het einde van de jaren twintig bezat de groep 10 procent van de wereldtankervloot.
Standard Oil stapte niet direct in de nieuw ontdekte olievelden in Texas (zoals Spindletop) en Oklahoma, wat kansen gaf voor nieuwe oliemaatschappijen als Gulf Oil en Texas Fuel Company, het latere Texaco. Die bedrijven maakten gebruik van tankers om hun olie aan de Amerikaanse oostkust te krijgen in plaats van de pijpleidingen van Standard Oil. In combinatie met de olievelden die ontdekt werden in Mexico en Venezuela zorgde dit voor een grotere vraag naar olietankers. Dit gaf kansen voor onafhankelijke rederijen, zoals het Noorse Wilh. Wilhelmsen, dat in 1913 zijn eerste tanker in de vaart nam.

### Technische ontwikkeling in het begin van de 20e eeuw
Bij het begin van de 20e eeuw hadden tankers nog grote luiken, laadbomen en verluchtingskokers. De grootste zorg van de reders was de ballast. Die ballast werd immers vervoerd, maar bracht geen geld op. Als het schip zijn olie gelost had, voer het terug met "normale" lading. Zo heeft de tanker Rita van Royal Dutch Shell in 1907 800 piano's gelost te San Francisco.
De groter wordende tankerschepen kampten met langsscheepse doorbuiging veroorzaakt door de golven of door het gewicht van de lading. In 1906 patenteerde de Britse scheepsbouwer Joseph Isherwood een nieuwe bouwwijze. Hij verving het dwarsspantensysteem door het langsspantensysteem, wat vooral gunstig is voor langere schepen. De Paul Paix was in 1908 het eerste schip dat volgens het Isherwood system werd gebouwd. De ontwikkeling van het langsspantensysteem was populair bij de bouwers van olietankers. Aan boord van andere type schepen was dit systeem minder geliefd, omdat het beperkingen oplegde voor de te laden handelswaar. Voor de vloeibare lading van een tanker vormt dat geen belemmering.
In 1911 kwam de Vulcanus in de vaart voor de Nederlandsch-Indische Tank-Stoomboot Maatschappij, het eerste zeegaande schip met dieselmotor. Steeds meer van de kleinere schepen stapten over op deze vorm van voortstuwing, al bleven grotere schepen gebruikmaken van stoom, waarbij de stoommachine langzaam vervangen werd door de stoomturbine.
Olie is lichter dan water. Als de ruimen vol zijn, dan ligt het schip nog steeds niet op het "zomermerk". Zo hebben ze nog de toptanks/zomertanks om in de zomer meer te kunnen laden. Zeewater zet immers uit bij hogere temperatuur vanaf 4 °C en bezit in de zomer dus een kleinere dichtheid.
In 1929 begon bij Pernis op het westelijk deel van IJsselmonde de aanleg van de Eerste Petroleumhaven met petrochemische industrie, nu nog een pijler van de Haven van Rotterdam.

### Eerste Wereldoorlog en interbellum

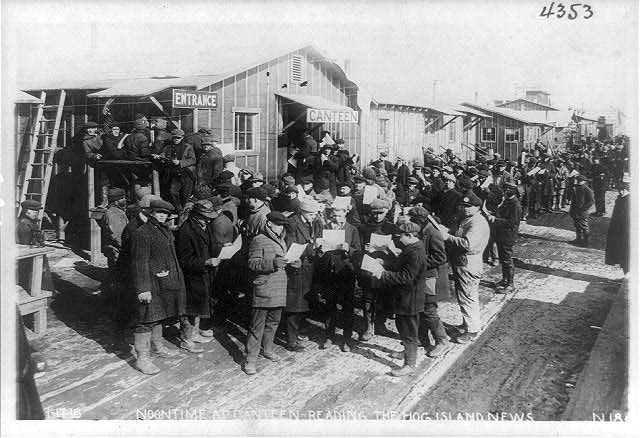
Arbeiders in 1918 tijdens lunchpauze op de scheepswerf van Hog Island

De meest bekende "trunck deck" tanker was de "warboat" die ontwikkeld werd in 1916 voor het brandstofvervoer van de Britse oorlogsschepen. De machinekamer werd opnieuw midscheeps geplaatst. Het tankschip Iroquois had de machinekamer in het achterdeel van het schip en werd aangedreven door een dubbele schroef. Het schip was uitgerust om de Navahoe te slepen.
Tijdens de Eerste Wereldoorlog zorgde de onbeperkte duikbotenoorlog voor een groot tekort aan onder andere tankers. De Amerikaanse ambassadeur in het Verenigd Koninkrijk, Walter Hines Page, schreef naar Washington "The submarines are sinking freight ships faster than freight ships are being built by the whole world. In this way, too, then, the Germans are succeeding. Now if this goes on long enough, the Allies' game is up. For instance, they have lately sunk so many fuel oil ships, that this country may very soon be in a perilous condition — even the Grand Fleet may not have enough fuel". Georges Clemenceau schreef aan de Amerikaanse president Wilson "Gasoline is as vital as blood in the coming battles…a failure in the supply of gasoline would cause the immediate paralysis of our armies". Wilson reageerde krachtig. De War Shipping Board vorderde alle schepen in de Verenigde Staten en nam ook alle scheepswerven daar over. Er kwam een ongekend budget van 1,3 miljard dollar vrij en bij Hog Island werd de grootste scheepswerf ter wereld gebouwd, bekend van de Hog Islander.
Tussen 1916 en 1921 werden 316 tankers gebouwd met een totaal van 3,2 miljoen dwt, terwijl de gehele wereldvloot voor de oorlog iets over 2 miljoen bedroeg. Toen hier in 1923 zo'n 800.000 ton van werd opgelegd, bood dit enorme kansen voor speculanten, zoals Daniel Keith Ludwig. In 1925 had hij het vrachtschip Phoenix gekocht en daar tanks in laten bouwen. Deze geklonken tanks lekten, wat een explosief mengsel opleverde. De explosie die hier op volgde, doodde twee man terwijl Ludwig zwaargewond raakte. Die ervaring droeg bij aan zijn voorkeur voor lassen.
Na de Eerste Wereldoorlog ging de scheepvaart over van kolen naar stookolie. Ook nam de populariteit van de auto toe door Henry Ford en breidde de luchtvaart uit. Dit leidde tot meer vraag naar olie en dus tot meer vervoer ervan.
Met goede contacten bij het Shipping Board, was het mogelijk om voordelig aan schepen te komen, wat ook veel fraude tot gevolg had. Voor de oliemaatschappijen was dit evenwel te omslachtig, wat ervoor zorgde dat het aandeel van onafhankelijke rederijen in de wereldtankervloot aan het begin van de Tweede Wereldoorlog zo'n 39 procent bedroeg. Een andere oorzaak hiervan was dat de oliemaatschappijen veel geld nodig hadden om hun investeringen te financieren in de snel groeiende oliemarkt. Door de schepen niet te kopen, maar te huren, drukten deze kosten volgens de toen geldende regels niet op hun bond rating, zodat ze voordeliger konden lenen.

## Toename tijdens en na de Tweede Wereldoorlog
De Tweede Wereldoorlog werd uitgevochten met tanks, vliegtuigen en schepen op benzine, diesel en kerosine. Het vervoer van aardolie nam geweldig toe. Ook na de oorlog nam autoverkeer, luchtvaart en scheepvaart toe, waardoor meer en grotere tankers in de vaart kwamen.

### Tweede Wereldoorlog

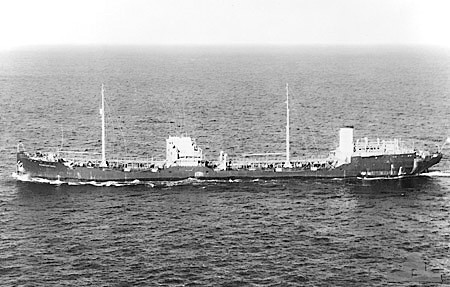
De Nederlandse Shell-tanker Manvantara die op 13 februari 1942 tot zinken werd gebracht 30 mijl ten zuiden van Straat Banka door Japanse vliegtuigen terwijl men probeerde te ontsnappen van Palembang.

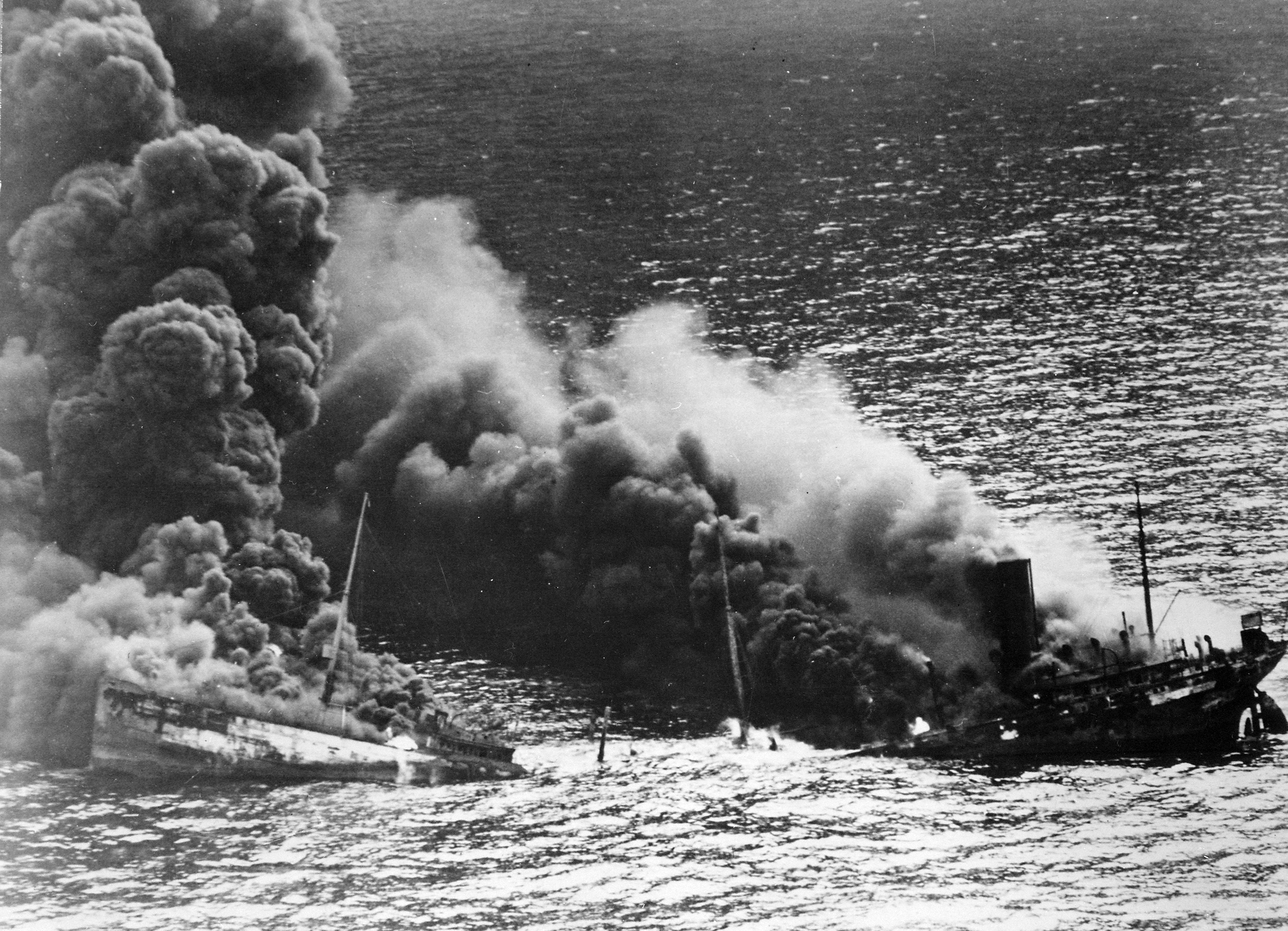
Een getorpedeerde geallieerde tanker in 1942.

Toen in 1939 de Tweede Wereldoorlog uitbrak, kon Roosevelt het Verenigd Koninkrijk niet rechtstreeks steunen, doordat in 1935 de Shipping Neutrality Act getekend was om te voorkomen dat Mussolini Ethiopië binnen zou vallen. De oplossing was het toestaan van het omvlaggen naar het onder Amerikaanse controle staande Panama. Voor de rederijen was het voordeel dat men niet aan de Amerikaanse regels hoefde te voldoen en niet meer gebonden was aan Amerikaanse bemanningen, die zo'n 50 procent duurder waren dan Europese. In 1939 voeren 52 tankers van totaal 700.000 ton dwt onder Panamese vlag, waarmee de goedkope vlag geboren was.
De modulaire structuurbouw werd uitgevonden door de Amerikanen, omdat de Duitse duikboten meer schepen torpedeerden dan de Amerikanen aan het tempo van toen konden bouwen. Door in modules de schepen te bouwen en ze dan aaneen te lassen, konden ze het bouwtempo opdrijven. De T2 tanker (handy-size tanker) leverde brandstof van haven naar haven. Daar werden er enkele honderden van gebouwd. Een belangrijke rol hierbij speelde Daniel Keith Ludwig, die de bouw in modules invoerde op zijn Welding Shipyards in Norfolk als onderdeel van het Emergency Shipbuilding program.
Men voerde in deze periode de World Scale (wereldschaal) in om de vrachttarieven te bepalen. Deze waarde wordt vermenigvuldigd met een factor uit tabellen. De waarde die hiermee werd verkregen moest een verscheper dan betalen.
Voor deze tijd werd zo'n driekwart van de tankervloot beheerd door de oliemaatschappijen, de rest was in handen van onafhankelijke tankerrederijen, waarbij vooral de Noren een grote vloot hadden die 1/6 van het geheel uitmaakte. Al in 1934 had H.T. Schierwater de International Tanker Owners’ Association - het latere International Association of Independent Tanker Owners of INTERTANKO - opgericht om de belangen van deze rederijen te beschermen in een sterk fluctuerende markt.

### Economische opleving
In de vijfentwintig jaar daarvoor was de tankergrootte vrijwel gelijk gebleven, maar na de Tweede Wereldoorlog begon een langzame schaalvergroting. Waar de olieraffinage voorheen vaak bij de bron werd uitgevoerd, verschoof dit naar de plaats waar de verbruikers zaten. Ook begon in deze periode de olieproductie in het Midden-Oosten op gang te komen. In plaats van productentankers voeren steeds meer ruwolietankers van bron naar markt. Al gauw werden tankers gebouwd zodat ze nog net door het Panamakanaal konden. Het bleek daarna economischer om nog grotere Aframax tankers te bouwen. Toen de gunstige heffingen voor die tankers wegvielen, werden nog grotere gebouwd, die nog net door het Suezkanaal konden.
Na de oorlog verwachtte men dat opnieuw een groot aantal tankers opgelegd zou worden, wat inderdaad ook gebeurde. De United States Maritime Commission had ondertussen de War Shipping Board vervangen, maar de frauduleuze activiteiten bleven. Onassis en Niarchos maakten hier gebruik van door goedkoop tankers op te kopen. De economische teruggang bleef uit, onder andere door het Marshallplan, waardoor de vraag naar olie in 1947 dusdanig steeg dat er een tekort aan tankers ontstond. De vrachtprijzen verdrievoudigden in zeer korte tijd, waardoor sommigen hun investering in een tanker in een enkele reis terug verdienden.
Ludwig was in 1947 Universe Tankships begonnen en startte op zijn Welding Shipyards aan een schaalvergroting. De Bulkpatrol was met zo'n 30.000 ton dwt de grootste tanker van die tijd. Van de vijf schepen uit die klasse vergingen er overigens vier, waarschijnlijk doordat de lastechniek nog niet goed begrepen werd. Een verdere schaalvergroting was op de werf in Norfolk niet mogelijk. Hij nam zijn modulebouw mee naar Japan, waar hij op de voormalige marinewerf van de Japanse Keizerlijke Marine te Kure in 1952 de Petrokure van 38.000 ton dwt liet bouwen. Hetzelfde jaar liet Onassis een tanker van 45.000 ton bouwen en ook Niarchos liet supertankers bouwen. Beiden claimden de grootste onafhankelijke tankerreder ter wereld te zijn.
De Sinclair Petrolore van Ludwig die in 1955 werd gebouwd, was met 56.000 ton niet alleen het toenmalige grootste vrachtschip ter wereld, maar ook een zelflossende olietanker, de enige ooit van dat type gebouwd. Het explodeerde op 6 december 1960 bij Brazilië, waarschijnlijk doordat olie in de dubbele bodem was gelekt. Dit resulteerde in de grootste olieramp tot dan toe met 60.000 ton.
In 1956 volgde de Universe Leader van 85.000 ton - net op tijd voordat met de Pannegia de Suezcrisis begon - zodat in tien jaar tijd de tankergrootte verviervoudigd was. In 1958 was Ludwigs Universe Apollo de eerste tanker groter dan 100.000 ton dwt.
In 1962 liet Niarchos de Manhattan van 106.000 ton bouwen. Dit is het grootste koopvaardijschip dat in de Verenigde Staten is gebouwd. Het schip werd in 1969 omgebouwd tot ijsbreker en maakte als eerste koopvaardijschip de Noordwestelijke Doorvaart. Hoewel de tocht succesvol was, bleek het niet commercieel haalbaar, waarna de Trans-Alaska pijpleiding werd aangelegd.
Met de Idemitsu Maru uit 1966 van 206.000 ton was in twintig jaar tijd de grootte van tankers vertienvoudigd.

### Grotere tankers

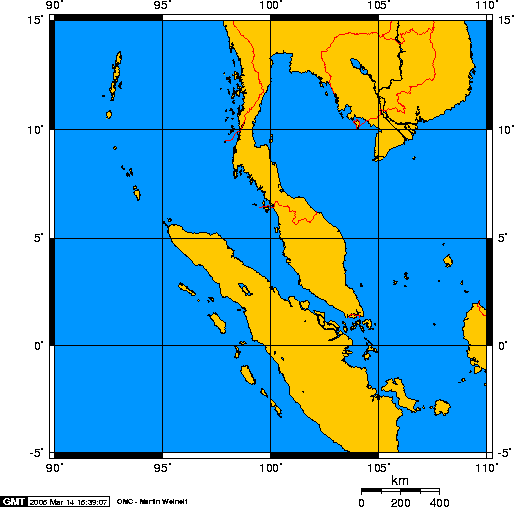
Straat van Malakka tussen Indonesië en Maleisië beperkt nu de grootte van de meeste tankers tot 320.000 ton.

Door grote olierampen, vooral die van de Torrey Canyon in 1967, werd het publiek doordrongen van het gevaar dat olietankers voor het milieu kunnen opleveren. Oliemaatschappijen verenigden zich hierop in 1970 in het Oil Companies International Marine Forum om betrokken te raken bij de daarop volgende regelgeving zoals MARPOL 73. Ook werd in 1968 International Tanker Owners Pollution Federation opgericht om gedupeerden schadeloos te stellen.

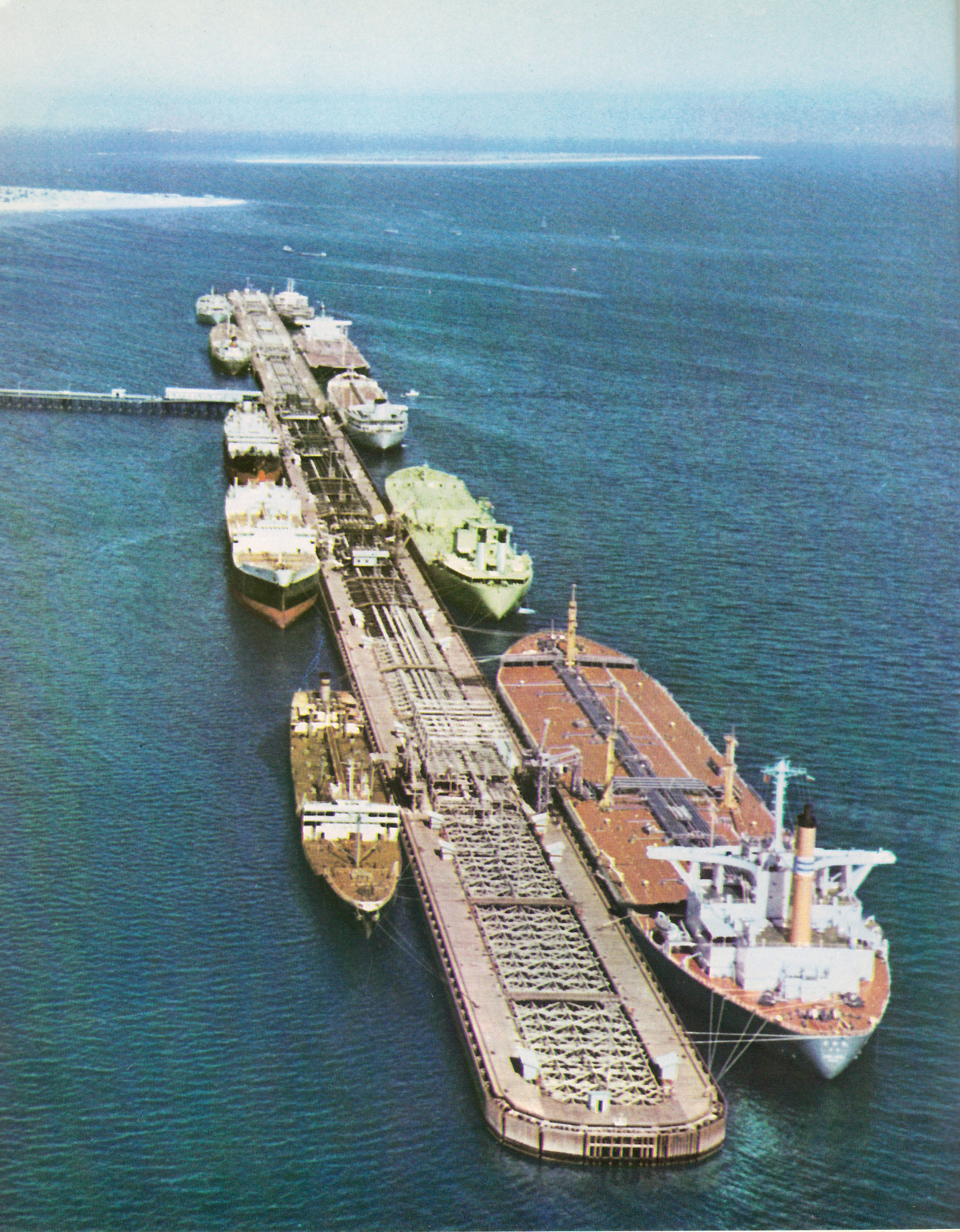
De olieterminal van Kharg in 1967. De vraag naar olie steeg zo sterk dat oliemaatschappijen het publiek moesten verzekeren dat ze de vraag aankonden. Zo stelde John Hugo Loudon van Shell tijdens zijn Cadman-lezing in 1965: At all events there is no risk of shortage of either oil or gas in our 25-year forward look.

Voor de tankerreders was echter de Zesdaagse Oorlog van 1967 van groter belang. Het Suezkanaal ging daardoor dicht tot 1975. De vrachtprijzen schoten omhoog door het tekort aan scheepsruimte nu de tankers Kaap de Goede Hoop moesten ronden en daardoor langer onderweg waren. De nieuwe tankers werden groter gebouwd, omdat ze niet meer aan de beperking van het Suezkanaal gebonden waren en omdat dat economisch voordeel opleverde. In enkele jaren tijd verviervoudigde de grootte van tankers tot meer dan 500.000 ton dwt, terwijl er zelfs plannen waren voor tankers van 1.000.000 dwt. De VLCC's werden ontwikkeld, maar de meeste bleven wel Malaccamax. In 1969 werden de eerste ULCC's gebouwd. De grootste ooit was de in 1981 voltooide Seawise Giant van Tung Chao Yung, hoewel de vier schepen uit de Batillus-klasse een grotere bruto-tonnenmaat hadden. De grootste tanker die in Nederland werd gebouwd was de Lepton, die in 1975 bij Verolme van stapel liep voor Shell Tankers.
Ondanks dat de tankervloot jaarlijks zo'n 12 procent groeide rond 1970, bleef er een tekort aan scheepsruimte bestaan. In 1973 resulteerde dit in een enorme toename van het aantal nieuwbouworders, vooral van oliemaatschappijen die in wilden lopen op de sneller reagerende independents, die enorme prijzen konden vragen voor hun schepen. Terwijl de bestaande tankervloot zo'n 150 miljoen ton was, werd in één kwartaal voor 75 miljoen ton aan schepen besteld, ondanks dat de nieuwbouwprijzen verdubbelden.
De schaalvergroting bracht een nieuw probleem. Tot dan had men na het lossen van de lading de tanks gewassen met zeewater. In december 1969 vonden er bij drie tankers explosies plaats tijdens het tankwassen. De onder Nederlandse vlag varende Shelltanker Marpessa zonk daarbij voor de kust van Dakar en werd daarmee het grootste koopvaardijschip dat verloren ging. De andere twee, de Britse Shelltanker Mactra en de Noorse Kong Haakon VII raakten zwaar beschadigd, maar bleven drijven. Shell liet de zaak onderzoeken en kwam tot de conclusie dat de waterdruppels die met hoge snelheid op het staal van de ladingtanks neerkomen een statische elektriciteit opwekken die in combinatie met de oliedampen gevaar oplevert. Dit treedt pas op bij de grote tankinhouden van de VLCC's.

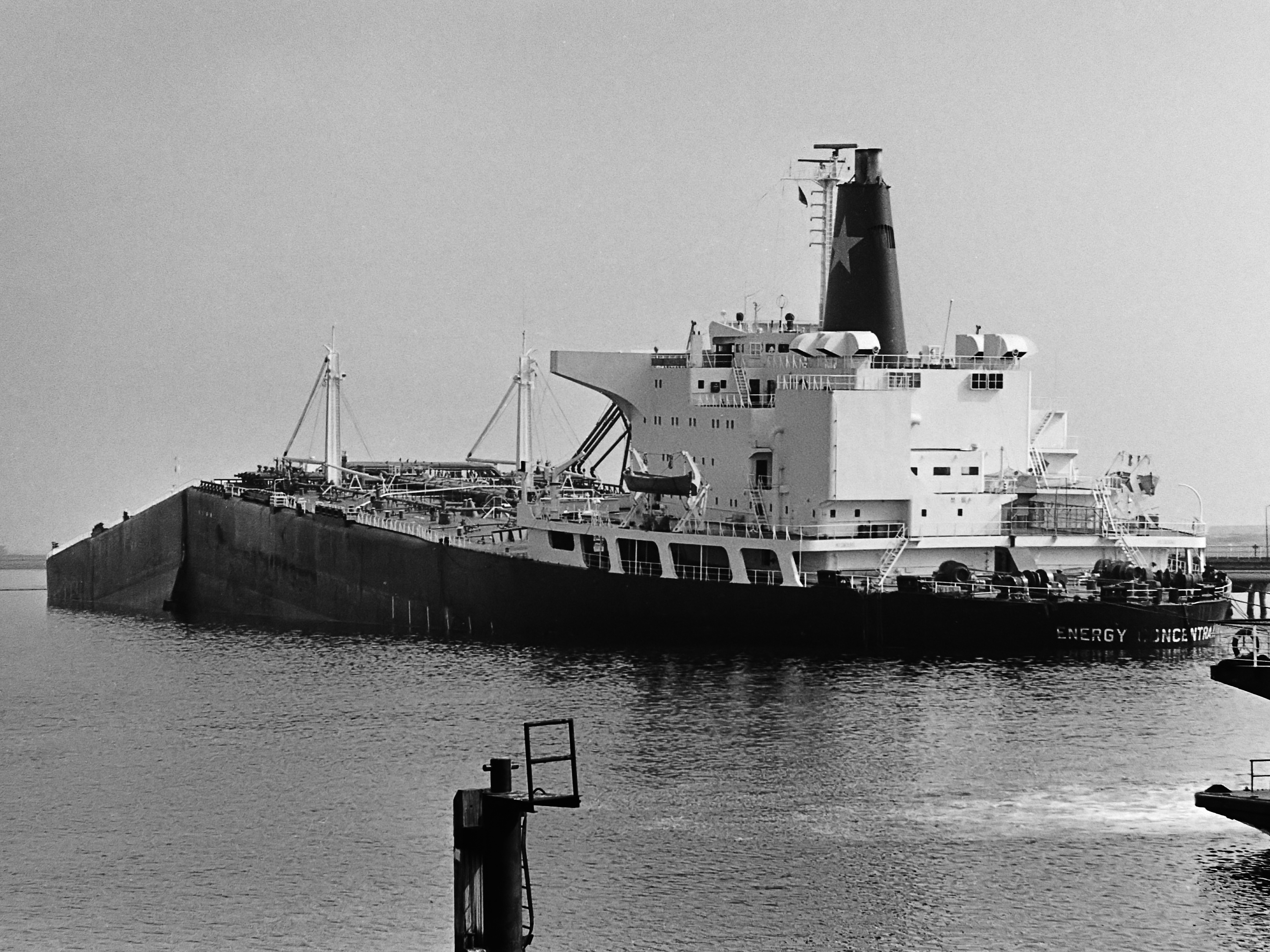
Energy Concentration (1980)

De oplossing werd gevonden door de ladingtanks te vullen met een inert gas waardoor het zuurstofgehalte onder de explosiegrens blijft. De toepassing hiervan wordt wel beschouwd als de grootste stap in de veiligheid van tankers. Tien jaar later vielen vijftig doden bij het ongeluk met de Betelgeuse bij Whiddy Island in Bantry Bay. Die Totaltanker was niet uitgerust met inert gas. De Energy Concentration was hiermee wel uitgerust, zodat een explosie uitbleef toen deze tanker op 21 juli 1980 tijdens het lossen in de Europoort in tweeën brak. Ook tijdens de tankeroorlog zijn waarschijnlijk veel levens gespaard doordat tanks gevuld waren met inert gas.
Daarnaast werd van wassen met zeewater en het load on top-systeem overgestapt op Crude Oil Washing (COW), het wassen van de ruimen met ruwe olie, een methode die ontwikkeld werd door BP. Dit had als voordeel dat de tanks schoner werden, er geen corrosief zeewater in de tanks kwam en er geen vervuild zeewater overboord gepompt hoefde te worden.

### Oliecrisis en consolidatie

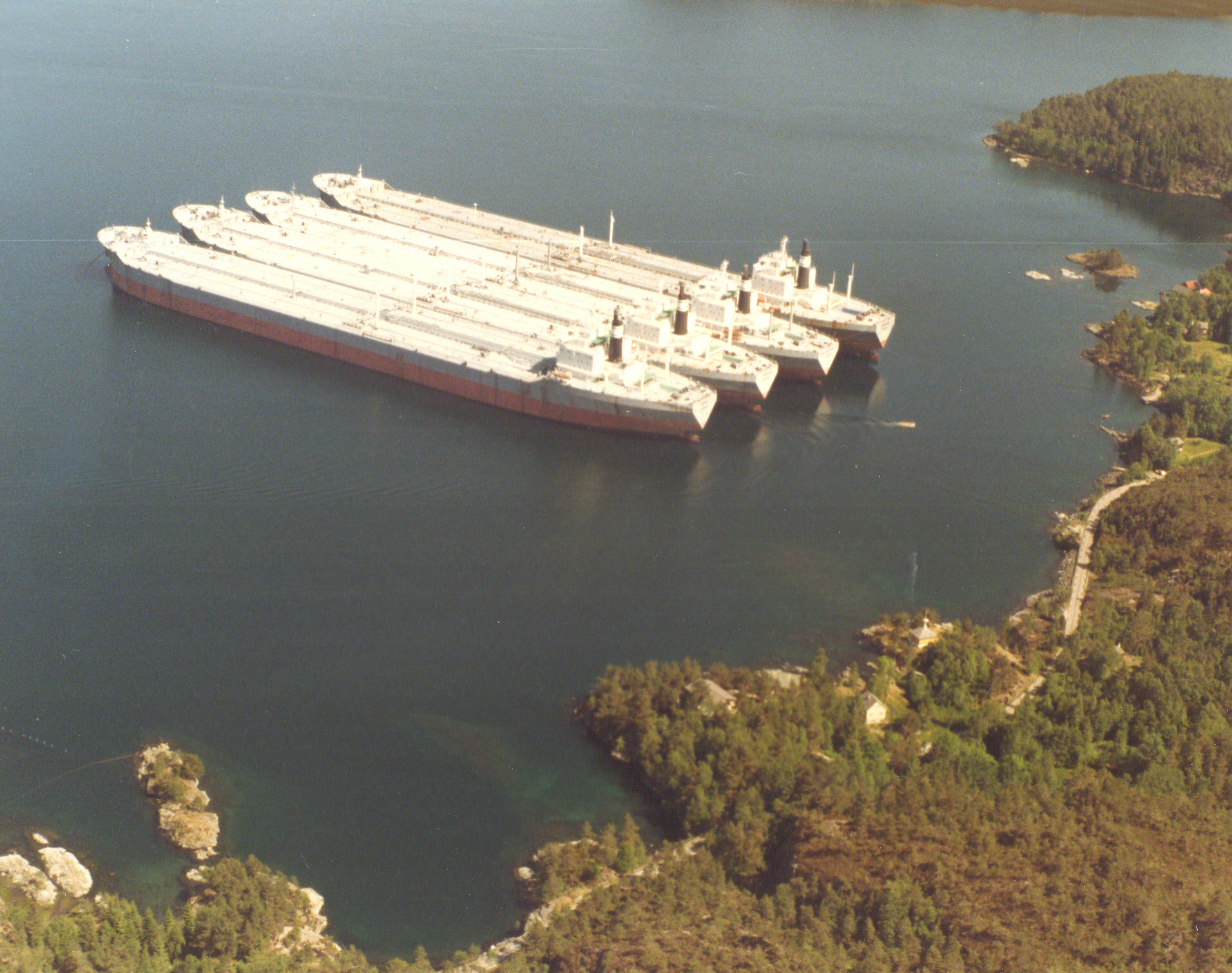
De VLCC's Nerva, Aurelian, Kong Haakon VII en Octavian van Reksten opgelegd in een Noors fjord bij Tysnes. Reksten werd hard geraakt door de neergang na de oliecrisis van 1973 nadat hij net daarvoor de rederij Anglo Norness van Zapata had gekocht voor $208 miljoen.

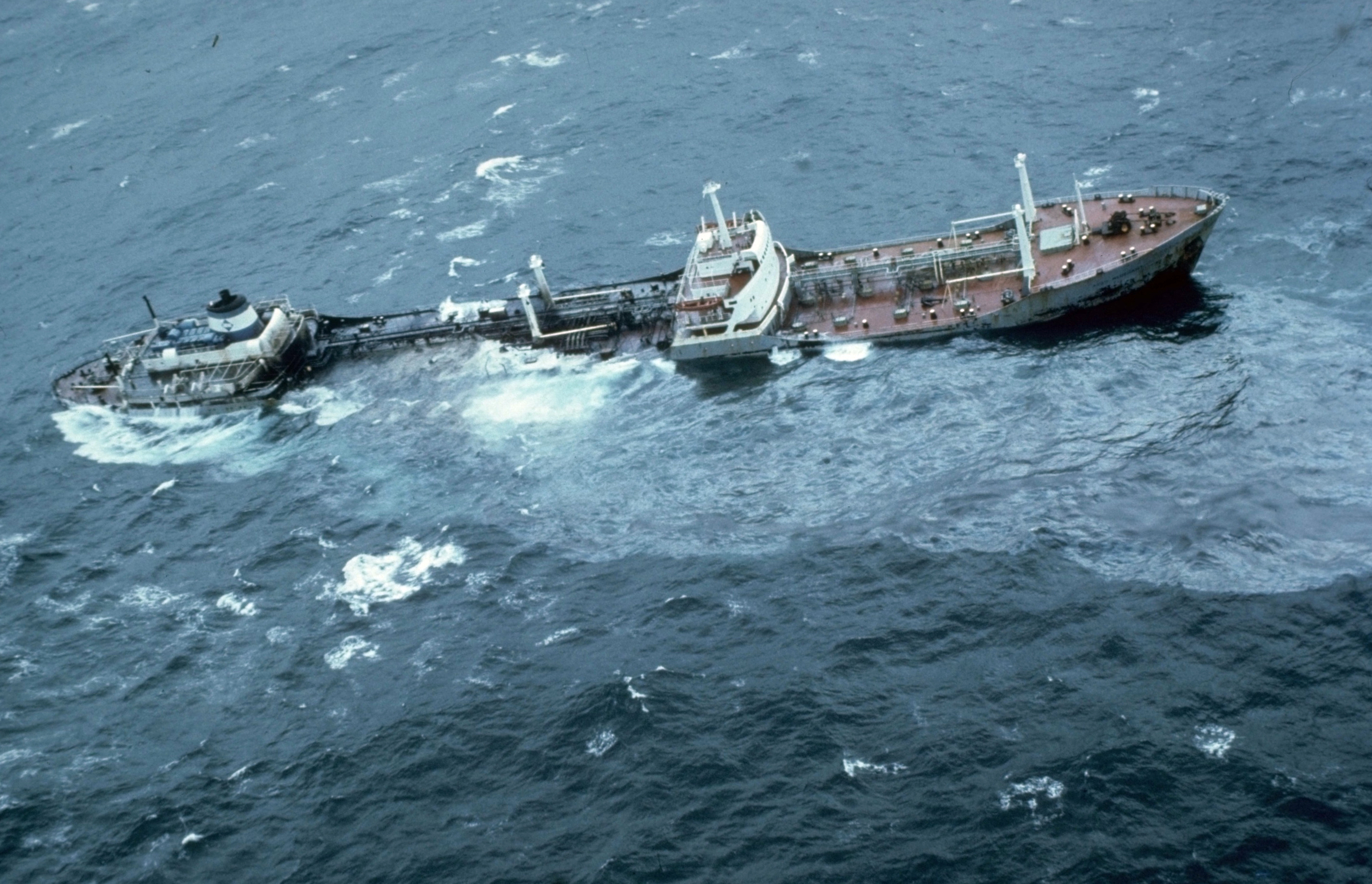
De berging van de Argo Merchant was de eerste keer dat de Intervention Convention werd toegepast.

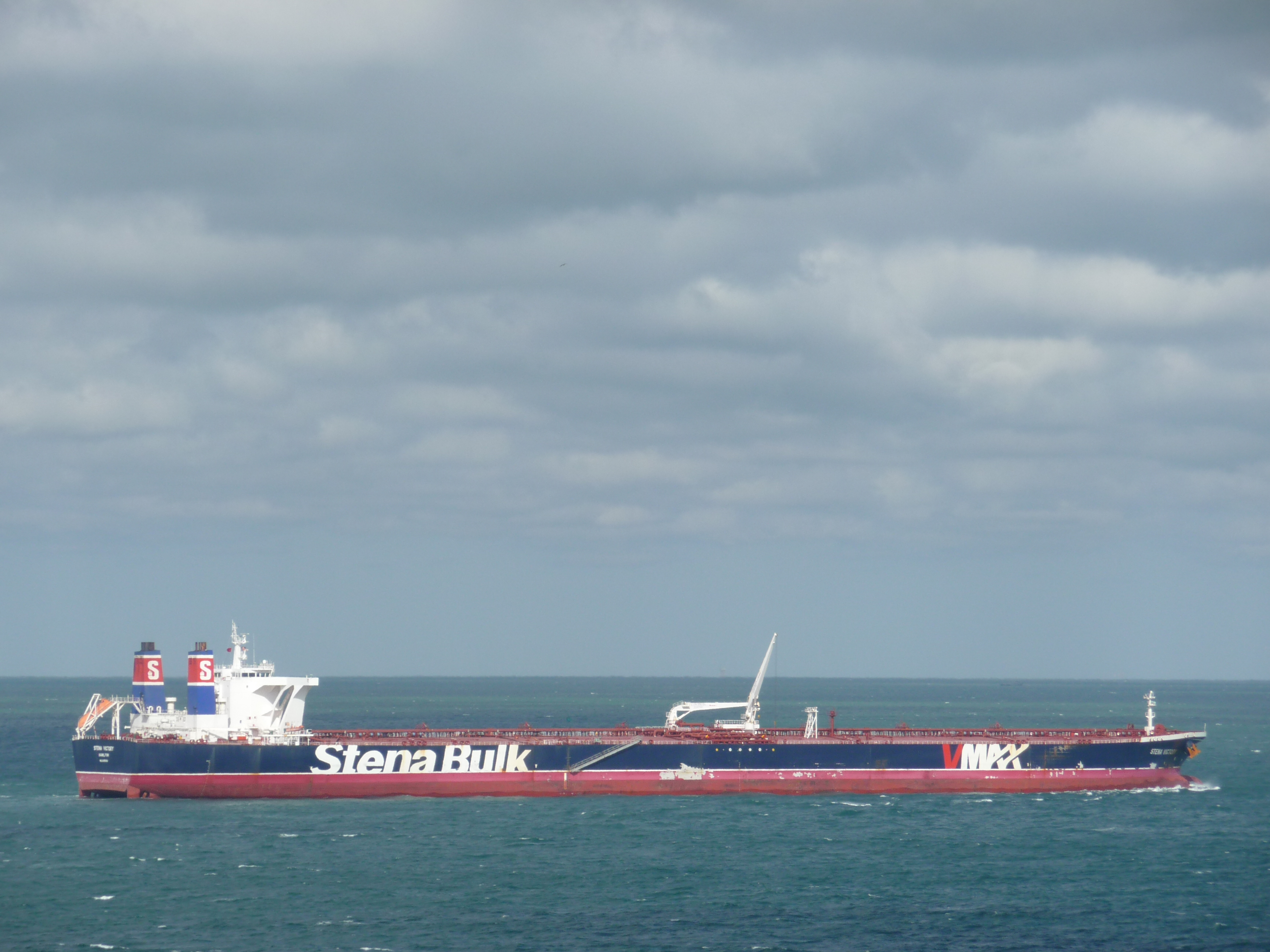
Tanker Stena Victory, een V-MAX, tijdens de aanloop van LOOP vanaf de rede.

Op 10 oktober 1973 brak de Jom Kipoeroorlog uit die leidde tot de oliecrisis van 1973 waarbij de prijs van olie verdrievoudigde naar $10 per vat, wat de economische groei tot stilstand bracht. Schepen die net van de werf waren gelopen, werden soms direct opgelegd. Bovendien ging in 1975 het Suezkanaal weer open. Toen het in 1979 weer iets beter begon te worden, zorgde de Iraanse Revolutie voor de tweede oliecrisis, waardoor de olieprijs naar de $30 schoot. Schepen werden soms al gesloopt terwijl ze nog geen tien jaar daarvoor in de vaart waren gekomen. Pas eind jaren 80 viel er weer geld te verdienen in de tankvaart.
Dit lot trof ook andere schepen. Zo was de rederij van Yue-Kong Pao, World-Wide Shipping, in 1979 met 204 schepen, waaronder veel tankers, van in totaal 20,5 miljoen dwt verreweg de grootste ter wereld, maar in de 5 jaren daarna verkocht hij zo'n 140 schepen om de crisis het hoofd te bieden. In 1980 had Daniel K. Ludwig de grootste vloot na Y.-K. Pao en C.Y. Tung en werd beschouwd als de rijkste man van de Verenigde Staten. Tegenwoordig heeft John Fredriksen een van de grootste tankerrederijen ter wereld in handen, Frontline. Ook bezit hij bijna 10 procent van de grootste rederij ter wereld, Overseas Shipholding Group.
In 1976 werd de Intervention Convention voor het eerst toegepast toen de US Coast Guard de berging van de Argo Merchant op zich nam, hoewel het schip zich in internationale wateren bevond. Hiermee werd voor het eerst het monopolie van de vlaggenstaten doorbroken op het gebied van regulering.
In 1978 was een aantal West-Europese landen in Den Haag een memorandum overeengekomen waarin afspraken werden gemaakt om te controleren of de arbeidsomstandigheden aan boord conform de ILO waren.
De ramp met de Exxon Valdez was de aanzet om wetgeving in te voeren die dubbelwandige tankers voorschrijft, een maatregel die niet door alle experts als de beste oplossing wordt gezien. Waar een dubbele wand de gevolgen na een ramp moet beperken, ontwikkelde Concordia Maritime de Stena V-MAX, een VLCC met twee schroeven, twee roeren en twee gescheiden machinekamers, waardoor een enkele fout niet direct leidt tot een stuurloos schip, zodat de kans op een gronding afneemt.
De grootte van VLCC's en ULCC's beperkt hun vaargebied. Er zijn ook maar weinig havens die deze schepen kunnen ontvangen. Zo kan in de Verenigde Staten alleen Louisiana Offshore Oil Port (LOOP) VLCC's ontvangen. De grootste olieterminal ter wereld is die van Ras Tanura in Saoedi-Arabië.
Vanaf het begin van de jaren tachtig werden er geen ULCC's meer gebouwd, tot de rederij Hellespont in 2001 en 2002 vier dubbelwandige supertankers liet bouwen van zo'n 442.000 dwt. Dit zijn momenteel de grootste schepen ter wereld - waarvan de TI Asia het grootste is - en sinds 2004 zijn er twee in bezit van OSG en twee van het Belgische Euronav.

### AFRA
| AFRA-schaal                      | AFRA-schaal       | Flexibele marktschaal | Flexibele marktschaal |
| Klasse                           | Tonnage (DWT)     | Klasse                | Tonnage (DWT)         |
| General Purpose tanker           | 10.000 - 24.999   | Productentanker       | 10.000 - 60.000       |
| Medium Range tanker              | 25.000 - 44.999   | Panamax               | 60.000 - 80.000       |
| LR1 (Large Range 1)              | 45.000 - 79.999   | Aframax               | 80.000 - 120.000      |
| LR2 (Large Range 2)              | 80.000 - 159.999  | Suezmax               | 120.000 - 200.000     |
| VLCC (Very Large Crude Carrier)  | 160.000 - 319.999 | VLCC                  | 200.000 - 320.000     |
| ULCC (Ultra Large Crude Carrier) | 320.000 - 549.999 | ULCC                  | 320.000 - 550.000     |

In 1954 ontwikkelde Royal Dutch Shell het AFRA-systeem (Average Freight Rate Assessment), dat tankers indeelt naar afmeting. Om dit systeem een onafhankelijk instrument te maken werd het overgedragen aan het London Tanker Brokers’ Panel. In eerste instantie deelde AFRA de tankers in als algemeen gebruik onder 25.000 ton, middelgroot tussen 25.000 en 45.000 ton en groot boven 45.000 ton (longton).
Het systeem werd ontwikkeld om voor belastingdiensten een olieprijs vast te kunnen stellen. Voordat de New York Mercantile Exchange namelijk in 1983 begon met het verhandelen van futures in ruwe olie, was het erg moeilijk om de exacte prijs van olie vast te stellen, die bij elk contract kon wisselen. Shell en BP, de aanvankelijke gebruikers van het systeem, stapten in 1983 af van het AFRA-systeem, later gevolgd door Amerikaanse oliemaatschappijen. Het systeem wordt echter nog steeds gebruikt. Daarnaast wordt de flexibele marktschaal gebruikt, die beter rekening houdt met typische routes en partijen van 500.000 vaten.

### Goedkope vlag

De vlag van Panama, open register sinds 1916

De vlag van Liberia, open register sinds 1948

Het eerste open register is dat van Panama dat dit begon in 1916. De vrees voor politieke instabiliteit en hoge inschrijfkosten in Panama, zorgden voor onvrede bij Amerikaanse eigenaren. Met hulp van Edward Stettinius, Jr. opende de president van Liberia, William Tubman, in 1948 een open register. De World Peace van Stavros Niarchos was het eerste schip in dat register. In 1967 passeerde Liberia het Verenigd Koninkrijk als grootste vlag. Samen met Panama, nu de grootste vlag, vertegenwoordigt Liberia bijna een derde van de wereldvloot.
Goedkope vlaggen stellen lagere eisen aan de uitrusting en bemanning van een schip dan de traditionele zeevarende landen en besteden de inspectie van schepen uit aan de classificatiebureaus in plaats van er een eigen scheepvaartinspectie op na te houden. Dit maakte het aantrekkelijk voor veel rederijen om uit te vlaggen, waardoor de economische binding van een schip met de vlag verdween. Ook verdween daarmee het automatisme van de binding van classificatiebureaus met de vlag, bijvoorbeeld Lloyd's met het Verenigd Koninkrijk en ABS met de Verenigde Staten. Daarmee werd het ook gemakkelijker om van klasse te veranderen. Dit zorgde voor een nieuw fenomeen; class hopping. Een eigenaar die niet tevreden is met een klasse kan relatief eenvoudig veranderen naar een ander bureau. Dit heeft tot een grotere concurrentie tussen de bureaus onderling geleid, wat op zijn beurt weer zorgde voor een verlichting van de eisen.
Om class hopping tegen te gaan, heeft de IACS de TOCA (Transfer Of Class Agreement) opgericht.
In 1978 was een aantal West-Europese landen in Den Haag een memorandum overeengekomen waarin afspraken werden gemaakt om te controleren of de arbeidsomstandigheden aan boord conform de regels van de ILO waren. Toen dat jaar de Amoco Cadiz zonk, werd besloten om ook veiligheid en vervuilingpreventie mee te nemen in de inspecties. Hiertoe werd in 1982 de Paris Memorandum of Understanding (Paris MoU) afgesloten waarmee de havenstaatcontrole (Port State Control) werd ingesteld in uiteindelijk 24 Europese landen plus Canada. Feitelijk was dit een reactie op het tekortschieten van de controles van de vlaggenstaten en dan vooral de goedkope vlaggen, die dit gedelegeerd hebben naar classificatiebureaus.

## Olierampen
Een ongeval met een geladen olietanker heeft een grote impact op het leefmilieu van flora en fauna in, op en rond het water. Daarnaast heeft het economische effecten voor de gemeenschappen aan het water doordat de visserij en aanverwante bedrijfstakken zware schade kan oplopen. Een ongeval kan daarom al snel een ramp genoemd worden.
In de grafiek is te zien dat de meeste olie in het milieu terechtkomt door enkele grote rampen. Regelgeving concentreert zich op het voorkomen van vele kleine vervuilingen, soms met averechts effect, zoals besproken in de secties over Categorie 2 en 3 tankers. Het voorkomen van kleine lekkages - wat MARPOL 73/78 in feite doet - verhoudt zich niet met het dramatisch veel grotere effect dat één enkele ramp kan hebben, zoals te zien in de grafiek. Juist tegen het voorkomen van die grote rampen is bijzonder weinig ondernomen en MARPOL 73/78 heeft de kans daarop zelfs vergroot.
Ook is te zien dat rampen met veel media-aandacht, zoals de Exxon Valdez, de Erika en de Prestige, bij lange na niet de grootste rampen zijn geweest in volume. Dit heeft deels te maken met het feit of de olie de kust bereikt en welke schade het daar aanricht aan flora en fauna, maar ook aan de locatie. Zo was de Atlantic Empress, die in 1979 bij Tobago zonk, maar weinig in het nieuws, ondanks dat het de grootste olieramp ooit is. De ABT Summer die twee jaar na de Exxon Valdez zonk, trok vrijwel geen aandacht toen deze op 900 zeemijl west van Luanda explodeerde, hoewel het in volume de op een na grootste ramp ooit was.

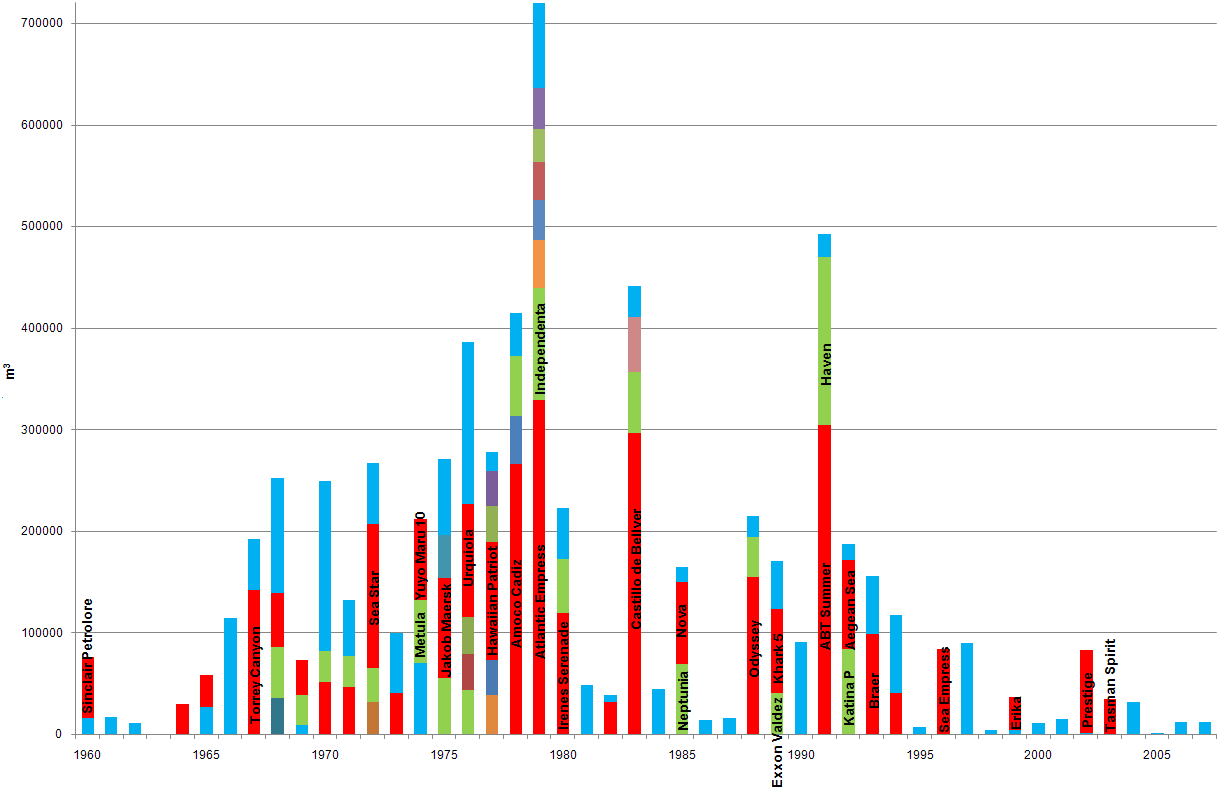
Het volume gelekte olie bij diverse rampen:
Rood: de grootste ramp in volume van dat jaar
Lichtblauw: alle rampen bij elkaar van minder dan 30.000 m³
Andere kleuren: enkele ramp van meer dan 30.000 m³

## Maatregelen tegen vervuiling
Met het toegenomen vervoer van olie, deden zich meer en grotere olierampen voor. In antwoord daarop zijn verschillende steeds strengere regels uitgevaardigd

### OILPOL 54
Door de toename van het vervoer van olie en het toenemende besef dat vervuiling hierdoor het leefmilieu en ook de voedselvoorziening - vooral visvangst - in gevaar komen, zijn in een aantal rondes internationale regels opgelegd.
De meeste vervuiling werd aanvankelijk veroorzaakt door routinewerkzaamheden als het wassen van de tanks. Het resulterende olie-watermengsel (slop) werd daarna overboord gepompt. In 1954 organiseerde het Verenigd Koninkrijk de conferentie waar de International Convention for the Prevention of Pollution of the Sea by Oil (OILPOL 54) aangenomen werd. De taken die hieruit voortvloeiden, werden opgenomen door IMCO, de latere International Maritime Organization.
OILPOL 54 verbood het lozen van olie binnen een bepaalde afstand van de kust en bijzondere en andere gebieden. Bijzondere gebieden waren de Oostzee, NW Europese wateren, Zwarte Zee, Middellandse Zee, Golf van Oman; gesloten zeeën waar de natuurlijke verversing van het water zeer traag gaat en zeeën waar veel schepen varen. Van 1965 tot 2006 steeg de productie van aardolie van 1566 tot 3914 miljoen ton per jaar. Daarnaast was er ook vervuiling door spoelen van de tanks op zee.

### MARPOL 73

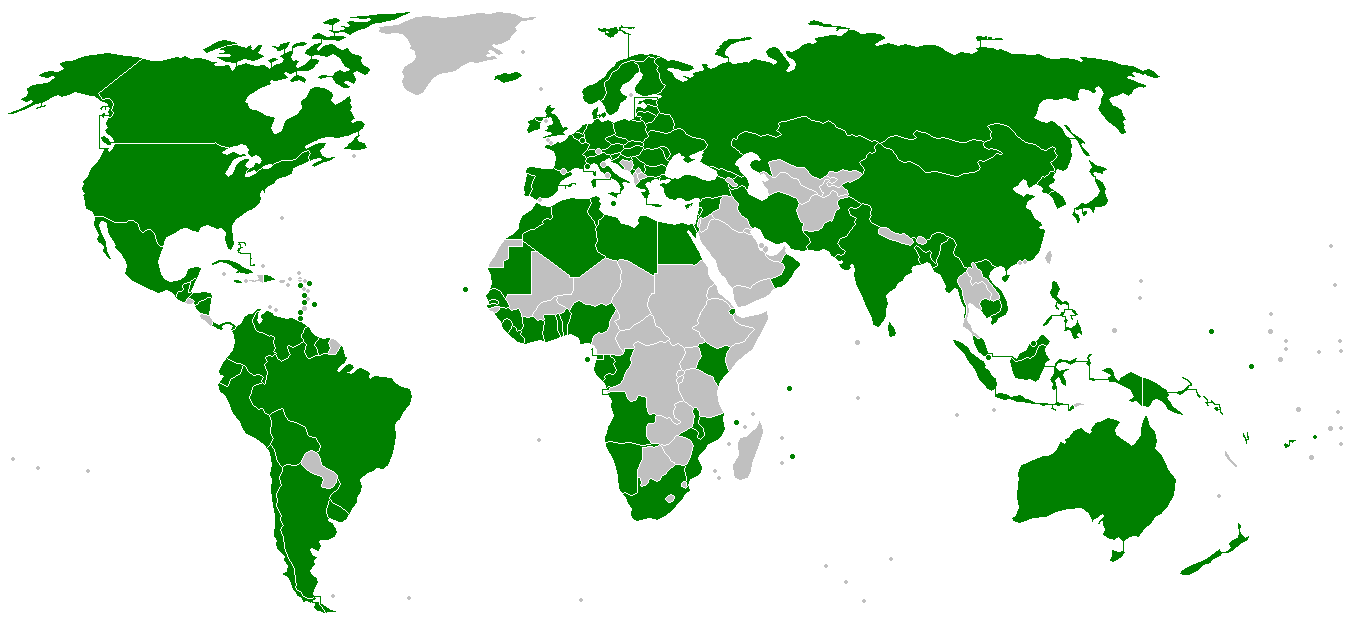
Het duurde jaren om alle groen gekleurde landen MARPOL te doen ondertekenen.

Toen de Torrey Canyon op 18 maart 1967 aan de grond liep en een milieuramp veroorzaakte, ontstond een groeiend besef dat er onvoldoende maatregelen waren genomen om olievervuiling tegen te gaan. De genomen maatregelen richtten zich niet op het voorkomen van rampen, maar op het verminderen van operationele vervuiling.
Ook internationaal-politiek had de milieuramp gevolgen. De Civil Liability Convention van 1969 regelt de aansprakelijkheid van een scheepseigenaar in het geval van een ramp met een tanker. De hoogte van de aansprakelijkheid werd aanvankelijk uitgedrukt in franc Poincaré, later aangepast naar speciale trekkingsrechten.
De Intervention Convention van 1969 bepaalt dat een staat kan ingrijpen, ook op volle zee, als vervuiling dreigt door een schip van vreemde nationaliteit. Beide internationale overeenkomsten werden in Brussel gesloten.
De belangrijkste maatregel was echter de introductie van MARPOL 73. MARPOL 73 had echter nauwelijks effect op de veiligheid van tankers, aangezien het slechts een maximum aan tankinhoud stelt en een onderzoek naar de oorzaak van een ramp verplicht stelt voor de vlaggenstaat. Maar weinig landen ratificeerden MARPOL, zodat het er op begon te lijken dat het nooit ingevoerd zou raken.

### MARPOL 73/78
Vanaf 1970 nam het olietransport toe en daarmee ook de olievervuiling. In februari organiseerde de IMO daarom de International Conference on Tanker Safety and Pollution Prevention (TSPP).
De TSPP-conferentie hield in:
1. ballast gescheiden van olie,
2. toepassing van inert gas om brandgevaar te beperken,
3. enkel schoon water als ballast,
4. crude oil washing (wassen van de ruimen met ruwe olie).

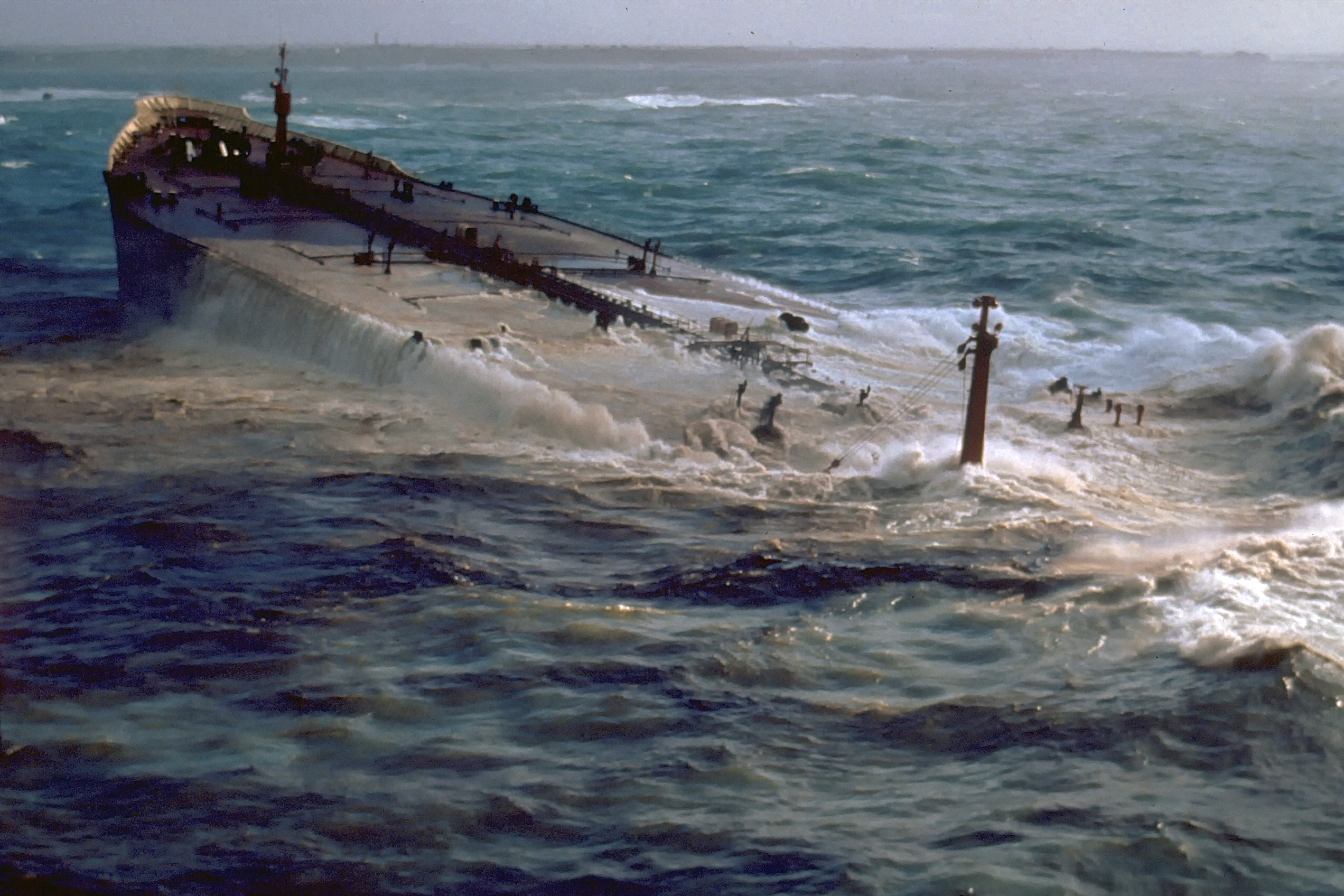
De zinkende Amoco Cadiz

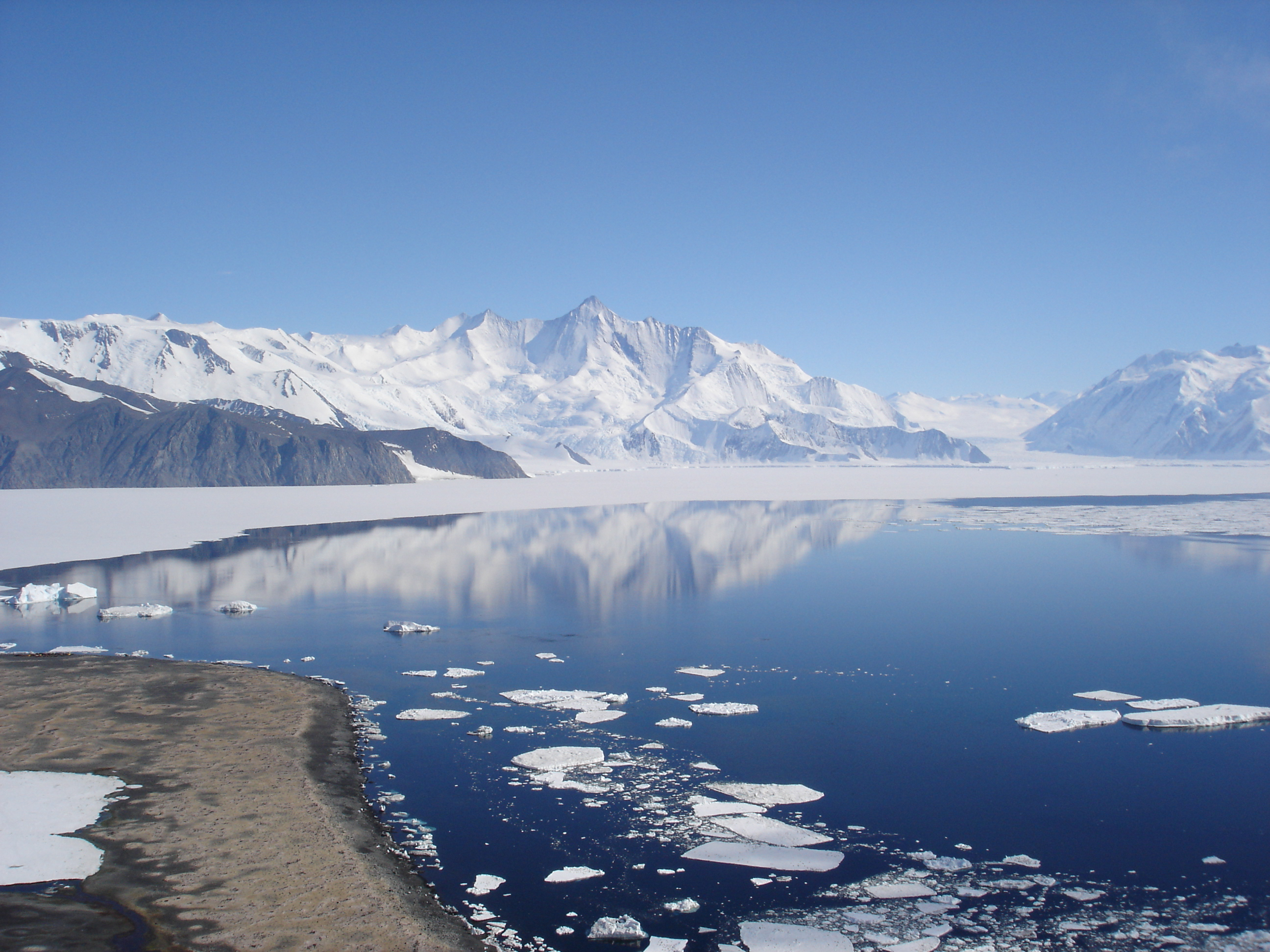
In speciale gebieden zoals bij Antarctica gelden strengere normen.

Het was weer een ramp die extra regelgeving in gang zette. Op 16 maart 1978 liep de Amoco Cadiz aan de grond, drie mijl voor de kust van Bretagne. Als gevolg hiervan brak het schip en stroomde 200.000 ton ruwe olie in zee, waarbij het Kanaal werd vervuild, en het Bretonse strand schade opliep over een lengte van ruim 300 kilometer. Desondanks lag de nadruk niet op vervuiling door rampen, maar op operationele vervuiling. Tot dan hadden de meeste ballasttanks van een tanker een dubbele functie als ladingtank. Ondanks het load on top-systeem en het gebruik van sloptanks waar de olie gescheiden werd van water, resulteerde dit toch in minimaal enkele honderden liters olie die overboord werd gepompt. Om hier een einde aan te maken, werd een aantal eisen gesteld in een protocol dat aan MARPOL 73 werd toegevoegd:
1. ballasttanks moeten volledig gescheiden zijn van ladingtanks en deze bovendien zo veel mogelijk beschermen (PLT, Protective Location of Tanks),[23]
2. water dat overboord gepompt wordt, mag maximaal 15 ppm olie bevatten,
3. in speciale gebieden mag helemaal niet geloosd worden, waarbij de laadhavens in die gebieden moeten beschikken over een installatie om ballast te ontvangen,
4. het wassen van de tanks met de lading zelf; Crude Oil Washing,
5. ontwikkeling van het internationaal certificaat ter voorkoming van olievervuiling met 5 jaar geldigheid (International Oil Pollution Prevention, IOPP) met de verplichting een oil record book bij te houden.

In combinatie met het protocol werd dit de International Convention for the Prevention of Marine Pollution from Ships, 1973 as modified by the Protocol of 1978 relating thereto, kortweg MARPOL 73/78 genoemd. Dit trad voor de annexes I en II in werking op 2 oktober 1983. Sinds 1 januari 2007 geldt er een nieuwe versie van MARPOL. De nieuwe MARPOL omvat een nieuwe nummering van de hoofdstukken met als doel de MARPOL overzichtelijker te maken.
Vanaf 1 januari 2010 wordt een analyse verplicht over hoeveel olie uit een eventueel gat in een tanker stroomt.
De nadruk van de regelgeving op het voorkomen van operationele vervuiling, leidde echter tot scheepsontwerpen die bij een ramp meer olie lekken dan preMARPOL-tankers.

### OPA 90

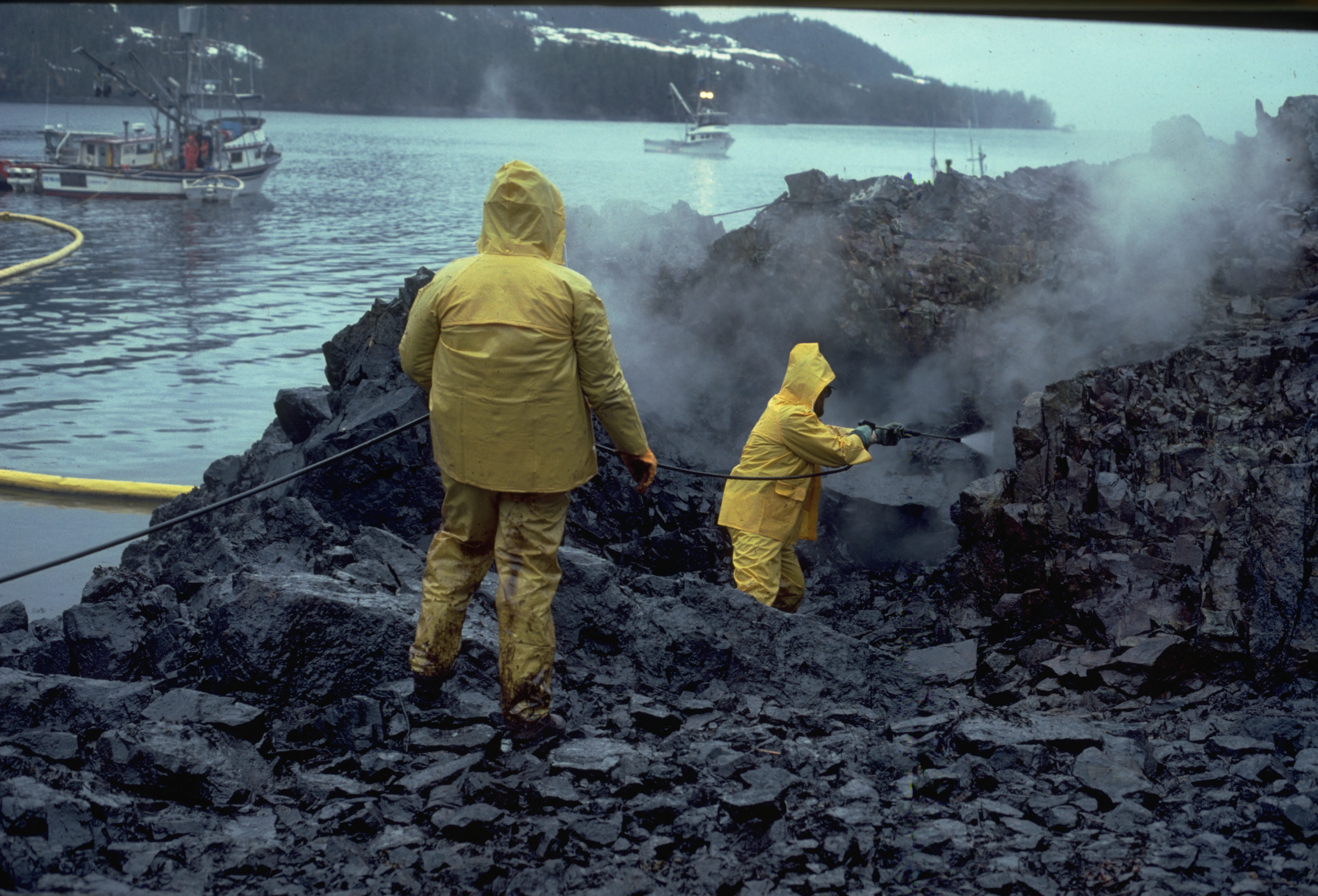
Olie van de Exxon Valdez ruimen: aanzet tot dubbele wand.

Op 24 maart 1989 liep de Exxon Valdez aan de grond bij Bligh Reef. Dit werd de grootste milieuramp uit de Amerikaanse geschiedenis. De enorme media-aandacht zorgde voor een grote druk op de politiek om met maatregelen te komen. Dit gebeurde met de invoering van OPA 90 (Oil Pollution Act), waarmee de Amerikanen unilateraal de verplichting tot de dubbele wand invoerden, hoewel dit niet door iedereen gezien werd als de beste oplossing. Met deze eis gingen ze ook naar de IMO, die daarop hun Marine Environment Protection Committee (MEPC) een onderzoek liet uitvoeren naar alternatieven. In 1992 leidde dit tot een amendement met de verplichting dat tankers die na 6 juli 1996 opgeleverd worden, dubbelwandig moeten zijn. Bestaande tankers moeten hieraan voldoen 30 jaar na oplevering. Het voorzag in een alternatief, namelijk tankers met een middendek, mits dit gelijke bescherming tegen vervuiling na een aanvaring of gronding oplevert. Een dergelijke tanker moet een dubbele zijkant bezitten, maar heeft in plaats van een dubbele bodem een middendek. Het principe van de tanker is gebaseerd op het principe van Hydrostatic Ballast Loading (HBL). Onder het tussendek is de druk van het water groter dan de druk van de olie, zodat bij een lek water in de tanker sijpelt en geen olie uit de tanker. Die afwijking die MARPOL toestaat, blijft echter een dode letter, omdat OPA 90 een dubbele bodem eist.
Men ging ervan uit dat door deze regels toe te passen een veilige vaart was gewaarborgd voor schepen met een leeftijd tot 30 jaar oud. De ramp met de Erika (24 jaar oud) en de Prestige (26 jaar oud), beide met een nieuwe set certificaten, veroorzaakte opnieuw een herziening van MARPOL, waarbij de uitfasering van enkelwandige tankers versneld werd en het Condition Assessment Scheme (CAS) ingevoerd werd om te waarborgen dat surveys goed worden uitgevoerd.
In 2005 voeren 4024 tankers van meer dan 10.000 ton, waarvan 2582 dubbelwandig.

### Aansprakelijkheid

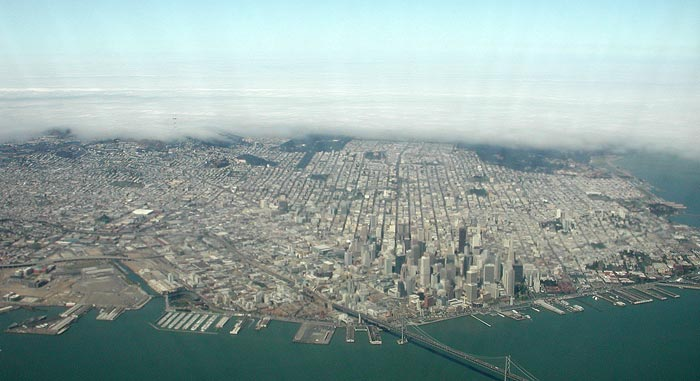
San Francisco: enorme claims mogelijk bij olievervuiling.

Iedere partij – zoals reder, kapitein, verscheper – draagt zijn eigen verantwoordelijkheid. De verantwoordelijkheid is dus beperkt. Voor het deel dat men verantwoordelijk is, kan men zich verzekeren. Als iemand werkt zoals het hoort, maar er loopt toch iets mis, dan dekt de verzekering de schade.
Oil Pollution Act OPA 90 legt een dubbele verantwoordelijkheid: de eigen verantwoordelijkheid en de verantwoordelijkheid binnen elke staat. Binnen de Verenigde Staten van Amerika geldt bijvoorbeeld in Florida of in San Francisco een grotere verantwoordelijkheid.
Hier draagt de reder de volledige verantwoordelijkheid, omdat iedereen schade lijdt indien er wordt vervuild. De stranden, hotels en bootverhuur trekken jaarlijks toeristen. Het risico dat de reder loopt, is voor hen onbeperkt. Iemand die beweert dat hij kanker heeft opgelopen als een gevolg van vervuiling door olie, kan schadevergoeding eisen voor de rechtbank.
Opvallend is het ontbreken van aansprakelijkheid bij de classificatiebureaus en vooral de scheepswerven. Waar in de vliegtuig- en auto-industrie de fabrikanten verantwoordelijk worden gehouden voor ontwerpfouten, ontbreekt dit vrijwel volledig in de scheepvaart.

## Technische oplossingen
Om aan de regels te voldoen, is het technisch ontwerp van de tankers geëvolueerd.

### Ontwikkeling in controle
Het oil record book vormt een deel van het logboek. Alles wat erin staat is waar totdat het tegendeel bewezen is. Een valse verklaring in het logboek geldt als valsheid in geschrifte. Hierop staan straffen tot zeven jaar hechtenis.
Wanneer de apparaten om olielozingen te registreren (Oil Discharge Monitoring Equipment, ODME) niet meer werken, moet de kapitein dit in het Oil Record Book inschrijven.
De MARPOL 73/78 bijlage I verplicht te lozen boven de waterlijn voor de visuele controle ervan.
Het Oil Discharge Monitoring System (ODMS) registreert de hoeveelheid olie die verloren gaat. Als er om de een of andere accidentele reden olie overboord gepompt wordt, is het meteen stoppen van de lozing de boodschap die het systeem geeft. Vijftig zeemijl buiten de kust stelt een lozing van niet meer dan 30 liter per zeemijl geen probleem voor de controle. De kapitein van het schip zal zichzelf indekken door een afdruk van de ODMS te maken.

### Drie categorieën
IMO maakt bij de uitfasering van enkelwandige tankers onderscheid in drie categorieën:
- Categorie 1 - olietankers van 20.000 ton draagvermogen en meer die zware olie, stookolie, zware olie of smeerolie vervoeren en boven 30.000 ton als zij andere olie vervoeren, die niet voldoen aan de eisen van beschermende ballasttanks, algemeen bekend als preMARPOL-tankers,
- Categorie 2 - als categorie 1, maar dan wel met beschermende ballasttanks, bekend als MARPOL-tankers,
- Categorie 3 - olietankers met een draagvermogen van 5.000 ton en meer, maar minder dan gespecificeerd voor categorie 1 en 2.[26]

Nadat deze categorieën uitgefaseerd zijn, zouden er dus nog slechts dubbelwandige tankers mogen rondvaren.

PreMARPOL-tanker.

#### Pre-MARPOL-tanker
Tankers van categorie 1 zijn in 2005 uitgefaseerd. Dit zijn de zogeheten preMARPOL tankers die enkelwandig waren met slechts enkele gescheiden ballasttanks. Een derde van de ladingtanks vervulde een dubbele functie als ballasttank. Bij overboord pompen van ballast kwam hierdoor olie in het water terecht. Die tankers staken maar weinig boven de waterlijn uit, waardoor er relatief weinig olie lekte bij bodemschade.

De gescheiden ballasttanks van een MARPOL-tankers moeten voor minstens 30 procent van de lengte op een beschermende locatie zitten. De eisen resulteerden in smallere en hogere zijtanks. Het aantal tanks nam af, waardoor deze groter werden, met meer kans op sloshing (klotsen) en de daaraan verbonden krachten op de constructie groter werden.

#### MARPOL-tanker
Een tanker van de categorie 2 mag onder deze categorie varen tot maximaal 2010, afhankelijk van het bouwjaar.
Bij MARPOL-tankers is het niet toegestaan ballasttanks te gebruiken als ladingtanks, waardoor de operationele vervuiling drastisch is afgenomen. Hier tegenover staat echter dat de op MARPOL gebaseerde scheepsontwerpen veel meer olie lekken bij een ramp dan preMARPOL-tankers. Dit heeft een aantal oorzaken:
1. om het verlies van de ballasttanks als ladingtanks te compenseren, werden de ladingtanks hoger gemaakt. Bij lekkage stroomt er dus olie uit een tank voordat er een hydrostatische balans is.
2. een MARPOL-eis is dat 30 procent van de tanks in de zij moet bestaan uit andere dan ladingtanks. De goedkoopste manier om aan die eis te voldoen, is deze tanks zo smal mogelijk te maken. Hierdoor werden de centertanks bijzonder groot, zodat bij beschadiging van een tank de hoeveelheid olie die kan lekken toeneemt.
3. in een preMARPOL-tanker worden ook de ballasttanks gevuld met inert gas, aangezien het ook ladingtanks zijn. Dit heeft een remmend effect op corrosie van de tanks. Bij MARPOL-tankers zijn de ballasttanks hier niet mee beschermd. De optredende corrosie was de oorzaak van de rampen met de Erika, Castor en Prestige.
4. het verfoppervlak van ballasttanks nam meer dan drie keer toe. Op veel tankers werd dit verfsysteem al niet goed onderhouden, waardoor corrosie meer kans krijgt.

#### Categorie 3
Ook deze kleine tankers worden uitgefaseerd in 2010.

### Nieuwe types
Na de ramp met de Exxon Valdez werd de roep van de publieke opinie dusdanig sterk, dat de politiek gedwongen werd met oplossingen te komen. Daarbij werd vooral de dubbelwandige tanker omarmd. Hoewel deze oplossing in veel gevallen zeker niet de beste is, is deze vooral door OPA 90 voorlopig de enige versie die rondvaart.

Dubbelwandige tanker.

#### Dubbelwandige tanker
OPA 90 zorgde voor het uitfaseren van enkelwandige tankers in de Verenigde Staten tussen 1997 en 2000 - afgezien van voor de kust lichterende tankers, die tot 2015 enkelwandig mogen zijn. Onder invloed hiervan werden vanaf dan vooral dubbelwandige tankers gebouwd. De ladingtanks worden hier omgeven door ballasttanks met een breedte van 2 tot 3 meter. Zolang een aanvaring of stranding deze barrière niet overschrijdt, lekt geen olie.
De voordelen zijn dat lekkende ladingtanks niet het zeewater vervuilen, maar in een ballasttank terechtkomen, maar vooral dat de dubbele zijdes kunnen dienen als opslagruimte als de schade zich volledig onder de waterlijn bevindt.
De nadelen van dubbelwandige tankers zijn:
1. het voordeel dat kleine lekkages van ladingtanks het zeewater niet vervuilen, heeft als nadeel dat deze veel minder snel opgemerkt worden, waardoor een explosief mengsel kan ontstaan, aangezien er geen verplichting is ballasttanks aan te sluiten op het inert-gassysteem.
2. het verfoppervlak is zo'n driemaal groter dan bij een MARPOL-tanker, bijna 10 maal groter dan bij een preMARPOL-tanker.

#### Middendek-tanker

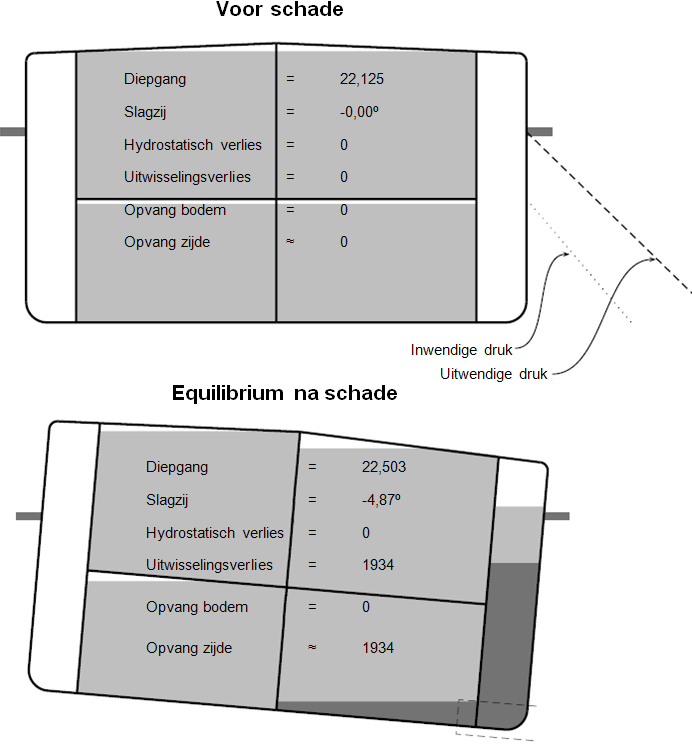
Middendek-tanker, schade 3 m hoog. Lichtgrijs is olie, donkergrijs is zeewater.

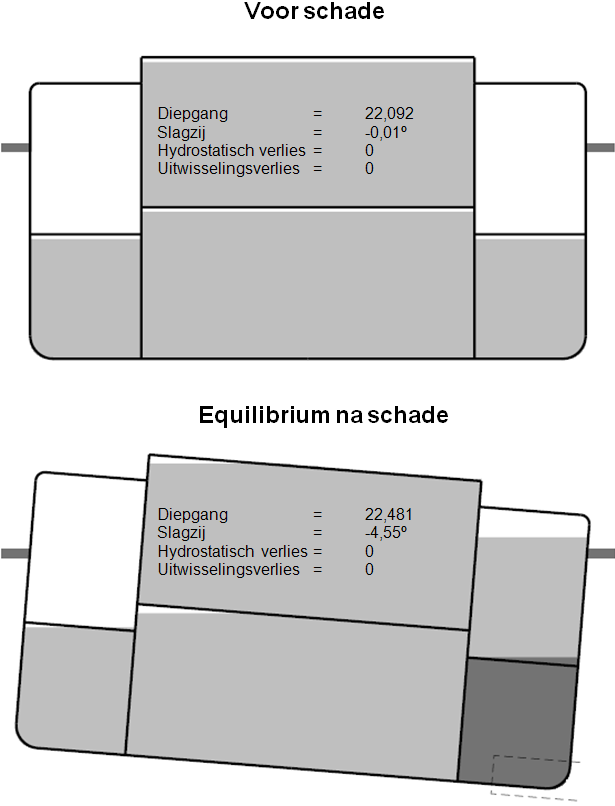
Coulombi Egg-tanker, schade 3 m hoog. Lichtgrijs is olie, donkergrijs is zeewater.

Een middendek-tanker is een tankerontwerp met een horizontaal schot, waardoor olielekkage beperkt blijft bij beschadiging van de tanker. Het is een alternatief voor dubbelwandige tankers en vooral bij aanvaringen met hoge energie superieur in termen van het tegengaan van lekkagevolume.
Hoewel de dubbelwandige tanker bij aanvaringen met lage energie geen olie lekt, is dit niet het geval bij aanvaringen met hoge energie, omdat hierbij zowel de buitenromp als de binnenromp beschadigd raken. Aangezien de tanks van een dubbelwandige tanker groter zijn dan die van zowel een MARPOL-tanker als een preMARPOL-tanker en ook de hoogte van de lading boven de waterlijn groter is dan bij deze tankers, zal de resulterende lekkage in dit geval groter zijn dan bij deze enkelwandige tankers.
Bij de middendek-tanker is de lekkage vele malen minder. De hydrostatische druk van de olie is door het tussendek lager dan die van het zeewater. Indien een tank beschadigd is, drukt het binnenkomende zeewater de lichtere olie omhoog. Indien de Exxon Valdez een middendek-tanker was geweest, had deze zeer weinig olie gelekt.

#### Coulombi Egg-tanker
Een verdere ontwikkeling van de middendek-tanker is de Coulombi Egg-tanker, dat is gericht op het verminderen van olielekkages. Het ontwerp is in 1997 goedgekeurd door de IMO als alternatief voor dubbelwandige tankers. De United States Coast Guard heeft het ontwerp echter niet goedgekeurd, waarmee het ervoor heeft gezorgd dat het ontwerp niet gebouwd wordt.
Het concept bestaat uit een aantal center- en wingtanks die gescheiden zijn door horizontale schotten. De bovenste wingtanks zijn ballasttanks die dienen als noodopslag als de lagere tanks beschadigd zijn. De verbinding tussen deze tanks bestaat uit terugslagkleppen. Indien een lage tank beschadigd is, drukt het binnenkomende zeewater de lichtere olie uit deze tank in de ballasttank. De hydrostatische druk zorgt voor een automatisch transport uit de beschadigde tank.
In het Coulombi Egg-ontwerp is de lekkage bij aanvaringen met hoge energie vele malen minder dan bij de dubbelwandige tanker, mogelijk nihil.
Een ander voordeel is dat waar het verfoppervlak van de ballasttanks van een dubbelwandige VLCC zo'n 225.000 m² is, dit bij een Coulombi Egg-tanker slechts 66.000 m² is. Dit vermindert het benodigde onderhoud en het gevaar van corrosie, dat anders kan leiden tot structurele breuken, wat het geval was bij de Erika en de Prestige.